# Daoulas (Finistère)
Pour les articles homonymes, voir Daoulas.
Daoulas [daulas] est une commune du département du Finistère, dans la région Bretagne, en France, connue surtout pour l'abbaye Notre-Dame de Daoulas.

## Géographie
Daoulas est située au confluent de deux rivières, la Mignonne et le Lézuzan. Plus en amont, le manoir de Kerdaoulas domine la vallée.
Cette commune se situe au fond de la rade de Brest, en bordure de la ria de la rivière de Daoulas, en situation typique de fond d'estuaire, à la limite de la navigabilité et de la remontée de l'influence de la marée. La paroisse faisait partie de l'évêché de Cornouaille et les bretonnants y parlent traditionnellement le dialecte cornouaillais (à la différence de Plougastel-Daoulas où l'on parle le léonard). La région fait transition entre la Cornouaille, dont elle fait officiellement partie et le Léon : « Etre ar Faou ha Landerne, n'emaoc'h ket nag e Leon, nag e Kerne. Entre Le Faou et Landerneau, vous n'êtes ni en Léon, ni en Cornouaille » dit un proverbe breton.

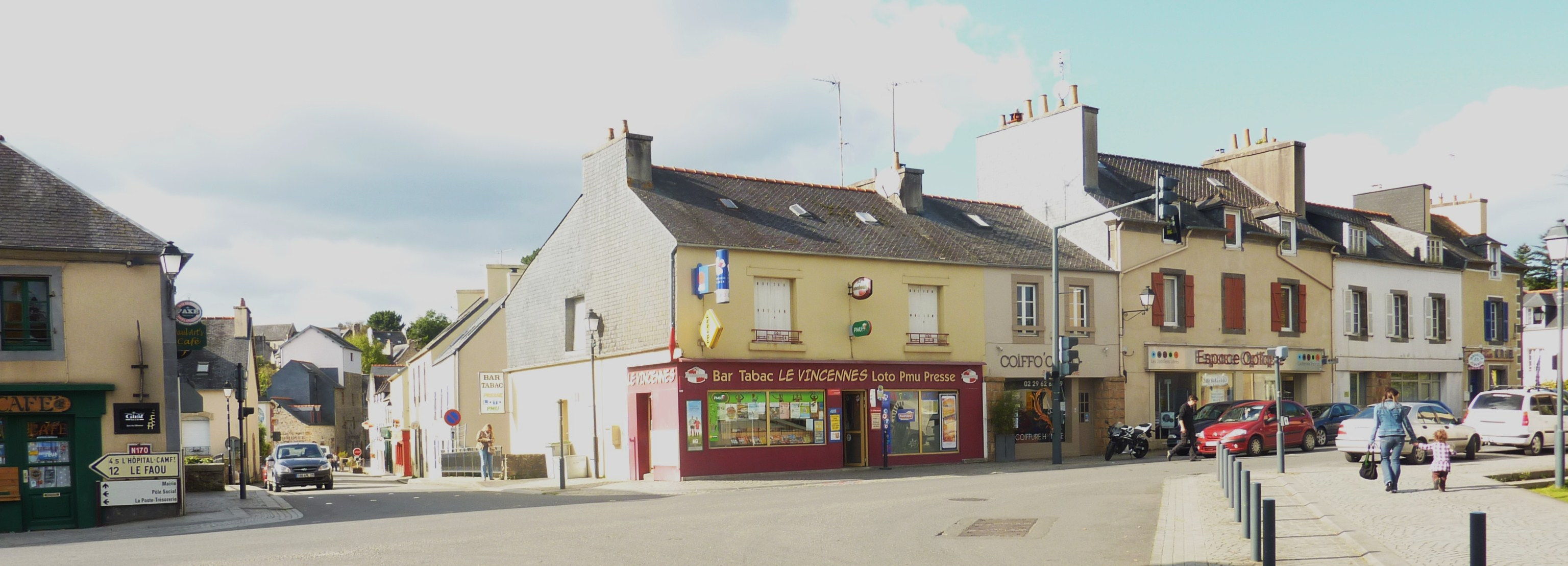
Le carrefour principal au centre du bourg.

En 1889, Benjamin Girard décrit ainsi Daoulas :

« Le bourg de Daoulas, chef-lieu de canton [...], a une population agglomérée de 700 habitants ; il est traversé par la route nationale n° 170 et desservi par le chemin de fer de Savenay à Landerneau, qui a une station sur le territoire d'Irvillac, à 1 km environ du bourg de Daoulas. [...] La rivière de Daoulas aboutit au bourg et au port du même nom, situé à 7,5 km de la pointe du Bindy ; la rivière est large et profonde jusque près de la pointe de Rosmellec, où elle fait un coude brusque ; au-delà, elle va en se rétrécissant et en diminuant de profondeur jusqu'à Daoulas où elle n'a plus que 50 mètres de largeur et 4,4 mètres de profondeur au-dessous des plus hautes marées et 1,5 mètre au-dessus des marées de morte-eau ; aussi ce port, dont le seul ouvrage consiste en un quai-débarcadère de 67 mètres de longueur, avec une cale de 19 mètres, n'est-il fréquenté que par des bateaux d'un faible tonnage, se livrant à peu près à la navigation batelière, qui donne lieu à un trafic assez important, que l'on évalue annuellement à 6 000 tonnes environ. Il existe à Daoulas une usine de porcelaine, de création récente, qui emploie une cinquantaine d'ouvriers. C'est dans les environs de Daoulas que se trouvent les célèbres carrières de pierre de Kersanton sur les bords du petit estuaire dit de l'Hôpital. »

Géologiquement, Daoulas se trouve dans un petit synclinal d'époque dévonienne dit de Daoulas-Sizun où le porphyre est prépondérant (mais la kersantite y est aussi présente), à la différence des synclinaux voisins de Logonna-Daoulas où dominent les roches éruptives et de celui du Faou où domine la kersantite. Certains porphyres, en s'altérant sous l'action de l'humidité, ont donné le kaolin, ce qui permit un temps l'implantation d'une industrie de la porcelaine, qui disparut vers 1890 ; d'autres porphyres, moins altérés, donnent la célèbre pierre de Logonna.
La revue Annales de Géographie publie en 1893 la description suivante du pays de Daoulas :

« Le pays de Daoulas forme un plan triangulaire incliné du nord-ouest au sud-est. Il est adossé, au nord, à une longue crête rocheuse, formée de quartzites [...] qui se dressent en blocs nus, décharnés, dominant comme un mur la vallée de l'Élorn, tandis que, sur l'autre versant, ils s'abaissent insensiblement sur le plateau de Plougastel. À l'est, le pays de Daoulas a pour bornes les derniers bombements de l'Arrée. Au sud-ouest, il se termine sur la rade de Brest par des falaises élevées [...] semées à leurs pieds de galets et de débris ; de nombreuses déchirures, parallèles, étroites et allongées comme des fjords norvégiens, découpent ce côté maritime de la presqu'île en promontoires abrupts qui s'avancent comme des mâchoires mordant la baie : on dirait toute cette côte taillée à l'emporte-pièce.

Le relief de la péninsule de Daoulas trahit une action géologique intense. Les feuillets schisteux, relevés verticalement, contournés, plissés, offrent l'apparence de violentes dislocations. On y voit se succéder alternativement des plissements et des déchirures, aboutissant aux promontoires et anses de la côte, et invariablement orientés du N-NE. au S-SW., c'est-à-dire dirigés comme les monts d'Arrée. Selon toute vraisemblance, ils sont contemporains du mouvement qui fit jaillir cette chaîne, et qui fut assez énergique pour déchirer les strates schisteuses qui recouvraient le grès silurien et porter ce dernier au jour à travers les déchirures des schistes. »

Pol de Courcy a écrit en 1869 : « Rien de plus varié, de plus fertile, de plus riant, que la route qui, longeant la rive gauche de la rivière, conduit au bourg de Logonna. [...] On chemine constamment au milieu de bosquets et de vergers, plantés d'arbres fruitiers de la végétation la plus vigoureuse, au travers desquels on aperçoit, de temps à autre, les nombreuses baies qui découpent ce coin de terre et le font ressembler à un jardin ». Émile Souvestre a aussi fait une description idyllique de la région de Daoulas vers 1840 : « Vous êtes en Arcadie, au milieu des ruisseaux gazouillants, des vergers ombrageant les fontaines, des ombrages où retentit le sureau des pâtres ». Louis Gallouédec précise que cette description est surtout vraie de la partie sud, formée de schistes argileux et d'altitude moindre, vers Le Faou et L'Hôpital-Camfrout, ajoutant : « Du Faou à Daoulas, toute la campagne est [...] couverte d'admirables vergers, et des branches chargées de fruits se penchent vers les eaux calmes. C'est là que Brest s'approvisionne de cerises, de prunes, de pommes. Les villages disparaissent dans la verdure ; les aiguilles des clochers, qui ailleurs se dressent si orgueilleusement sur la campagne prosternée, ici émergent à grand'peine du fouillis des arbres ».

### Communes limitrophes
| Dirinon         | Dirinon         | Saint-Urbain |
| Rade de Brest   | Daoulas         | Irvillac     |
| Logonna-Daoulas | Logonna-Daoulas | Irvillac     |

### Hydrographie
Pour un article plus général, voir Réseau hydrographique du Finistère.
La commune est située dans le bassin Loire-Bretagne. Elle est drainée par la Mignonne et divers autres petits cours d'eau,.
La Mignonne, d'une longueur de 19 km, prend sa source dans la commune de Saint-Eloy et se jette  dans la Mer Celtique  sur la commune, après avoir traversé six communes.  Les caractéristiques hydrologiques de la Mignonne sont données par la station hydrologique située sur la commune d'Irvillac. Le débit moyen mensuel est de 1,49 m3/s. Le débit moyen journalier maximum est de 28,3 m3/s, atteint lors de la crue du 26 janvier 1995. Le débit instantané maximal est quant à lui de 57,7 m3/s, atteint le 23 novembre 2012.

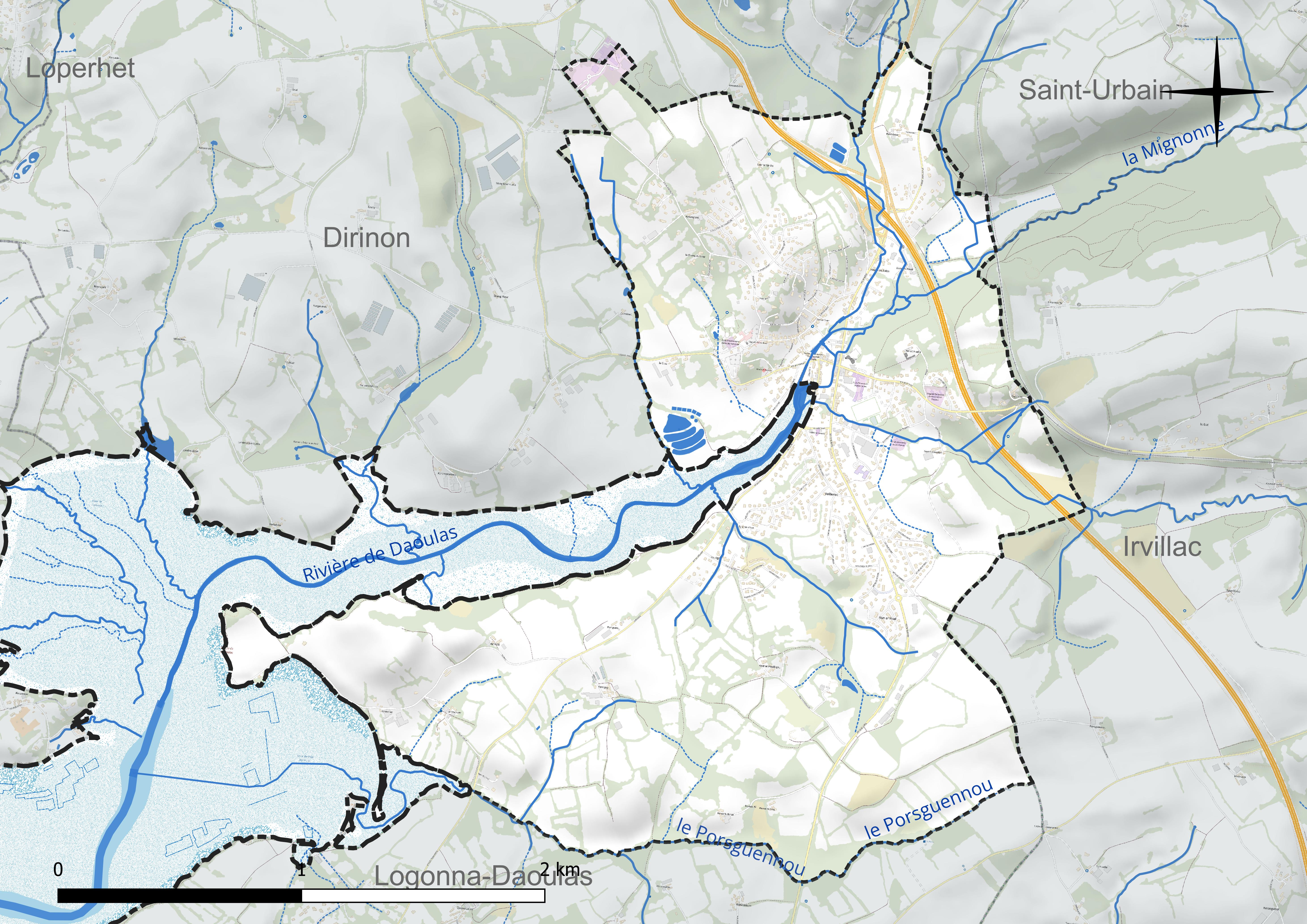
Réseau hydrographique de Daoulas.

### Climat
Pour des articles plus généraux, voir Climat de la Bretagne et Climat du Finistère.
En 2010, le climat de la commune est de type climat océanique franc, selon une étude du CNRS s'appuyant sur une série de données couvrant la période 1971-2000. En 2020, Météo-France publie une typologie des climats de la France métropolitaine dans laquelle la commune est exposée à un climat océanique et est dans la région climatique  Finistère nord, caractérisée par une pluviométrie élevée, des températures douces en hiver (6 °C), fraîches en été et des vents forts. Parallèlement l'observatoire de l'environnement en Bretagne publie en 2020 un zonage climatique de la région Bretagne, s'appuyant sur des données de Météo-France de 2009. La commune est, selon ce zonage, dans la zone « Littoral », exposée à un climat venté, avec des étés frais mais doux en hiver et des pluies moyennes.  
Pour la période 1971-2000, la température annuelle moyenne est de 11,5 °C, avec  une amplitude thermique annuelle de 9,6 °C. Le cumul annuel moyen de précipitations est de 954 mm, avec 14,9 jours de précipitations en janvier et 7,4 jours en juillet. Pour la période 1991-2020, la température moyenne annuelle observée sur la station météorologique la plus proche, située sur la commune de Guipavas à 13 km à vol d'oiseau, est de 11,7 °C et le cumul annuel moyen de précipitations est de 1 229,8 mm,. Pour l'avenir, les paramètres climatiques de la commune estimés pour 2050 selon différents scénarios d'émission de gaz à effet de serre sont consultables sur un site dédié publié par Météo-France en novembre 2022.

## Urbanisme

### Typologie
Au 1er janvier 2024, Daoulas est catégorisée bourg rural, selon la nouvelle grille communale de densité à 7 niveaux définie par l'Insee en 2022.
Elle est située hors unité urbaine. Par ailleurs la commune fait partie de l'aire d'attraction de Brest, dont elle est une commune de la couronne,. Cette aire, qui regroupe 68 communes, est catégorisée dans les aires de 200 000 à moins de 700 000 habitants,.
La commune, bordée par la mer d'Iroise, est également une commune littorale au sens de la loi du 3 janvier 1986, dite loi littoral. Des dispositions spécifiques d'urbanisme s'y appliquent dès lors afin de préserver les espaces naturels, les sites, les paysages et l'équilibre écologique du littoral, tel le principe d'inconstructibilité, en dehors des espaces urbanisés, sur la bande littorale des 100 mètres, ou plus si le plan local d'urbanisme le prévoit.

### Occupation des sols
L'occupation des sols de la commune, telle qu'elle ressort de la base de données européenne d'occupation biophysique des sols Corine Land Cover (CLC), est marquée par l'importance des territoires agricoles (72,4 % en 2018), en diminution par rapport à 1990 (76,8 %). La répartition détaillée en 2018 est la suivante : 
zones agricoles hétérogènes (39,9 %), zones urbanisées (22,7 %), terres arables (19,9 %), prairies (12,6 %), forêts (4,5 %), zones humides côtières (0,3 %). L'évolution de l'occupation des sols de la commune et de ses infrastructures peut être observée sur les différentes représentations cartographiques du territoire : la carte de Cassini (XVIIIe siècle), la carte d'état-major (1820-1866) et les cartes ou photos aériennes de l'IGN pour la période actuelle (1950 à aujourd'hui).

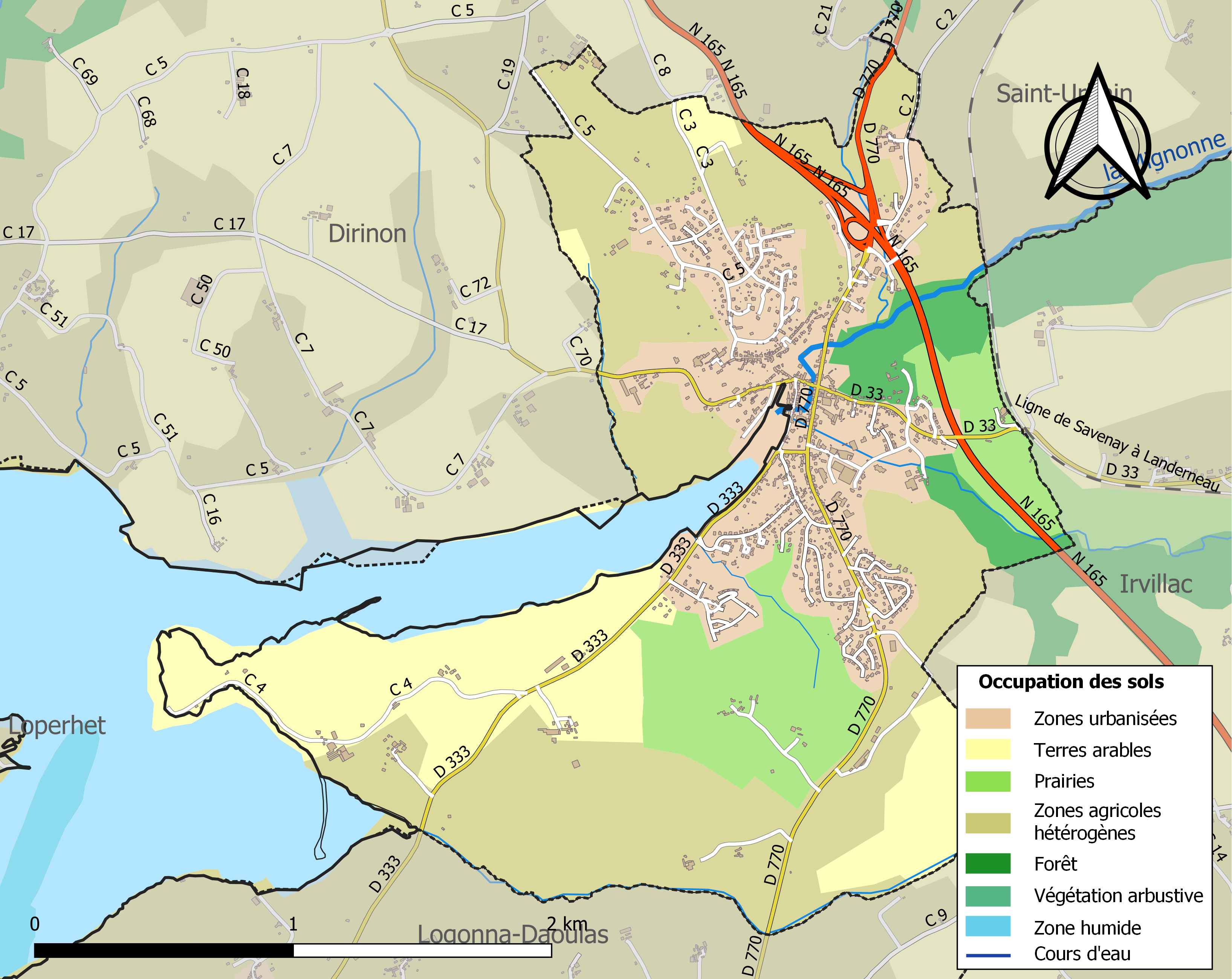
Carte des infrastructures et de l'occupation des sols de la commune en 2018 (CLC).

### Logement
En 2013, le nombre total de logements dans la commune était de 815.
Parmi ces logements, 88,1 % étaient des résidences principales, 7,4 % des résidences secondaires et 4,4 % des logements vacants.
La part des ménages propriétaires de leur résidence principale s'élevait à 84,3 %.

## Toponymie
Les formes anciennes suivantes sont attestées : Doulas (XIe siècle), Dolas (XVe siècle) et Daougloas (XVIIe siècle). Dans les textes médiévaux, Daoulas est généralement retranscrit sous sa forme latine Daoulasium ou Douglasium[réf. nécessaire].
Selon toute vraisemblance, le nom de Daoulas est issu du vieux-breton dou et glaz (lénifié en (h)laz) « les deux ruisseaux, les deux rivières », la ville étant en effet traversée par la Mignonne et le Lézuzan. Daoulas est d'ailleurs le nom originel d'un des deux cours d'eau - une rivière des Côtes-d'Armor porte d'ailleurs ce même nom - l'actuel nom de Mignonne étant une création du XXe siècle.
Une étymologie populaire donne pour son nom l'explication suivante : Daoulas viendrait du breton daou signifiant deux et du mot laz signifiant meurtre, en mémoire de deux abbés, Tadec et Judulus, assassinés dans l'église de Daoulas par le seigneur du Faou, aux environs de l'an 502. Selon la légende, Dieu se venge et le meurtrier se convertit par la puissance de saint Pol, évêque de Léon. En réparation de ses crimes, il fonde le monastère de Daoulas, en breton daou laz « les deux plaies, les deux douleurs ». En réalité, à Tréguier, autour de l'évêque Martin, se décèle l'existence d'un véritable atelier de production hagiographique où on soupçonne Guillaume le Breton d'avoir composé des Vitae de saints locaux pour le compte de la cour épiscopale de Léon et d'avoir procédé à une réfection étymologique de Daoulas.

## Histoire

### Les origines et la légende de saint Tadec et saint Judulus
La légende, rapportée par Albert Le Grand dans la Vie de saint Jaoua et reprise ensuite par plusieurs auteurs dit qu'un seigneur du Faou, encore païen, avait commis un double crime dans l'église de Daoulas : 

« Ayant appris que les supérieurs des monastères de Cornouaille, dont saint Jaoua, s'étaient réunis non loin de ses terres pour conférer ensemble, ce seigneur [...] se fit accompagner d'une bande de soldats et enfonça les portes de l'église où se trouvaient les ennemis de l'ancienne religion. Saint Tadec (ou saint Tudec) fut massacré à l'autel ; saint Judulus eut la tête tranchée au moment où il s'enfuyait vers Landévennec. Jaoua fut assez heureux de pouvoir regagner sain et sauf Brasparts. Cependant Dieu vengea ses serviteurs. Un dragon horrible ravagea le bourg du Faou et ses environs, le seigneur devint la proie du malin esprit, et il fallut toute la puissance de saint Pol, évêque de Léon, pour vaincre le monstre et guérir le meurtrier. Celui-ci, devenu chrétien, en réparation de son crime fonda le monastère de Daoulas, ou des deux plaies, des deux douleurs, au lieu même où saint Judulus avait été assassiné par lui. »

Saint Jaoua aurait été chargé de la construction du monastère et prouva qu'il était fort bon architecte.

### Antiquité
Entre Le Faou et Landerneau, l'itinéraire antique, couramment appelé voie romaine, allant de Quimper à Landerneau se subdivise en deux tracés : l'un, direct, passait par Irvillac et Saint-Urbain, l'autre, en arc de cercle, par L'Hôpital-Camfrout, Daoulas et Dirinon.

### Au Moyen Âge, de la motte féodale à la ville
La région de Daoulas - Le Faou - Châteauneuf-du-Faou formait au haut Moyen Âge le pagus en Fou, un pays historique, c'est-à-dire un pagus ; c'était une subdivision administrative de la Cornouaille.
Au départ une simple motte féodale (VIe siècle) transformée plus tard en castrum (forteresse), la ville prend de l'importance avec la création de l'abbaye au XIIe siècle. La ville se développe alors autour de son port et de son moulin[réf. souhaitée]. Elle est connue pour ses exportations de boulets de canon en kersantite puis pour le commerce des toiles de lin de Daoulas (XVe siècle). Dans Henri IV, Shakespeare évoque les toiles de Dowlas, mais pour les dénigrer comme un tissu de mauvaise qualité.
Les vicomtes de Léon installent dès le XIIe siècle une châtellenie à Daoulas (le castrum est attesté dès 1173 et est détruit par les Anglais en 1472).
En 1163, un vicomte du Faou, Ruelen, qui avait après un guet-apens fait enfermer dans la forteresse de Châteaulin Hervé II de Léon, vicomte de Léon, et son fils Guyomarch IV de Léon ; Hamon, évêque de Léon et second fils d'Hervé II de Léon, aidé du duc de Bretagne Conan IVil lui fit subir la loi du talion : il fut à son tour emprisonné dans le château de Daoulas (ainsi que son fils et son frère) où il périt misérablement, mort de faim.
Le moulin à eau du Commandeur (ou moulin du Pont), qui dépendait de l'abbaye de Daoulas, daterait du XIIe siècle et serait l'un des plus anciens connus en Bretagne après ceux du Lupin en Rothéneuf et de Pen Castel en Arzon. Sa partie basse daterait du XVe siècle, le moulin possédant alors trois paires de meules.
Daoulas réunissait, au Moyen Âge, toutes les conditions nécessaires pour constituer ce qu'on appelait une ville : alors une ville devait ce nom, moins au nombre de ses rues, de ses maisons, et au chiffre de sa population qu'à son importance civile et politique. [...] Résidence fréquente, sinon constante, de quelques membres de la maison de Rohan et du nombreux personnel attaché à une puissante famille féodale, siège d'une cour de justice desservie par des juges, des greffiers, des huissiers, des procureurs, des notaires, etc. [...] Daoulas devint assez tôt le centre d'une société choisie, qui venait s'y fixer à demeure, ou y passer chaque année quelques mois de villégiature.
Deux documents datés du 16 août 1441 et du 3 juillet 1443 prolongent chacun pour quatre ans les droits établis sur les marchandises qui entrent dans le port de Daoulas, avec ordre aux receveurs d'en donner la moitié au vicomte de Daoulas.

### Époque moderne
Un mandement de François Ier daté du 14 mai 1451 permit l'installation dans le ressort de la châtellenie de Daoulas de huit notaires ou tabellions nommés par les vicomtes de Léon, ce qui a provoqué le développement d'un « usement de Daoulas » différent de celui en vigueur dans le reste de la Cornouaille et qui est une variante de l'usement de Rohan. Pour cette raison, les domaines congéables et les convenants étaient soumis à des usances spéciales dans la juridiction de Daoulas, qui différaient de celles qui étaient en usage dans le reste de la Cornouaille.
En 1543, Ambroise Paré, qui accompagne René Ier de Rohan venu défendre la province, trouve « la population en armes, le tocsin sonnant de toutes parts » en raison de la menace d'un débarquement anglais finalement écarté. Il en profite pour décrire le jeu de la lutte bretonne alors déjà pratiquée.
De fines toiles vendues par exemple à Morlaix en 1565 étaient dénommées daoulas « linceulx [draps] en toile dicte daoulas »).
Dans la deuxième moitié de l'année 1596, Guy Éder de La Fontenelle, soldat ligueur et brigand, séjourne un temps à Daoulas.
Les seigneurs de Léon et les princes de Rohan, leurs successeurs, avaient à Daoulas une cour de justice, avec droit de haute justice. Un voyer, qui gardait également les personnes arrêtées et détenues, y exerçait également (il avait également en charge le four banal de la localité), qui, pour ses émoluments, disposait de nombreux droits dont certains assez curieux, comme « une pinte par barrique de vin entrant à Daoulas par voie de mer, un boisseau par muid de sel ». Il percevait aussi « un denier par charge de cheval passant sur les trois ponts de la ville » et des droits également lors des foires de Saint-Pierre, de la Toussaint et de Noël qui se tenaient à La Roche-Maurice ainsi qu'à celle de la Saint-Gilles à Daoulas, etc. La charge de voyer fut un temps héréditaire, détenue par la famille Guirault de Penhoat en Ploudiry, dont un représentant fut aussi abbé de l'abbaye Notre-Dame de Daoulas).

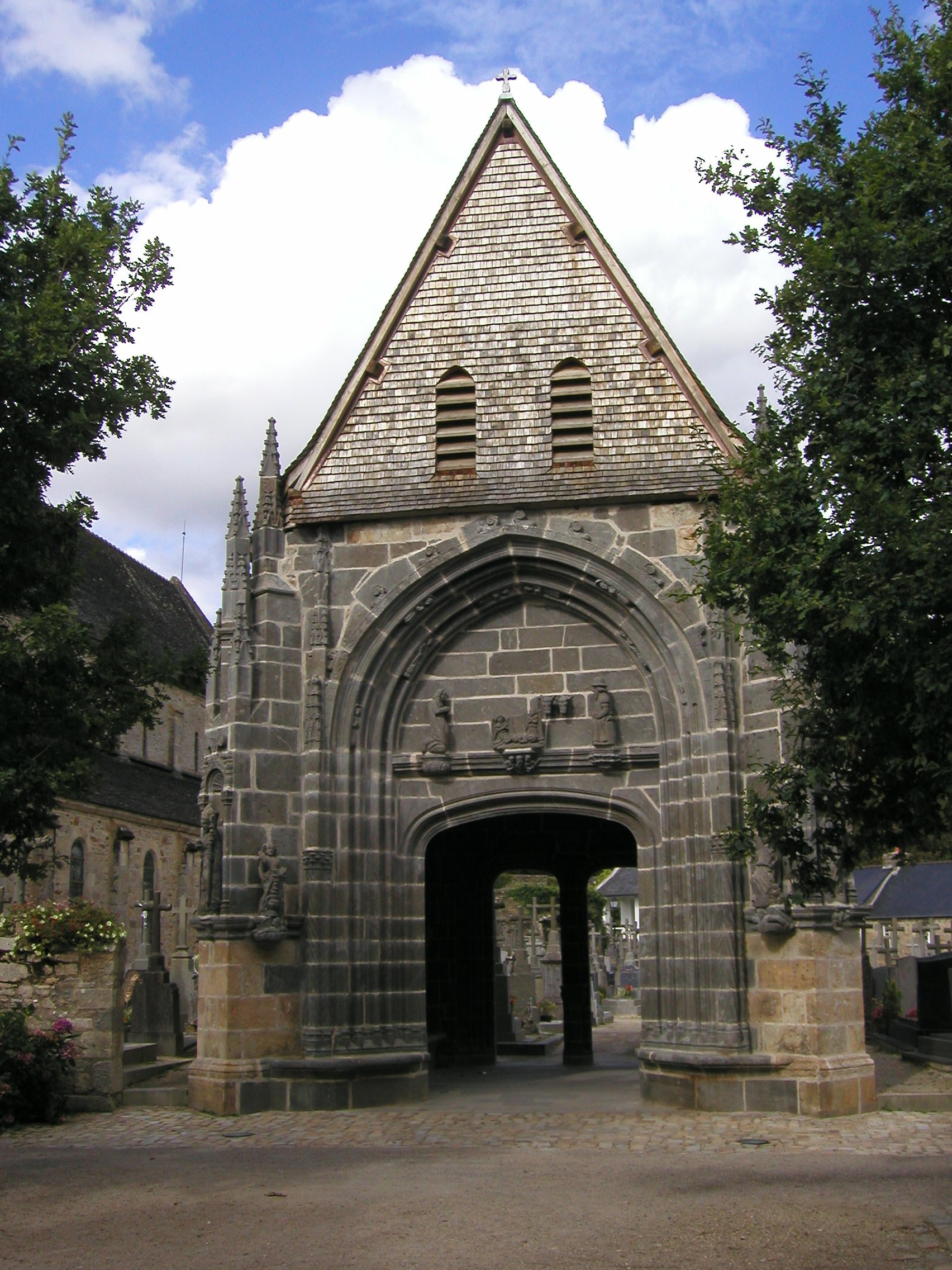
Portail du cimetière, ancien porche de l'église près de l'abbaye de Daoulas.

Une tradition de Daoulas (mais des traditions analogues existaient dans de nombreuses communes du Léon) obligeait le voyer, le jour de l'an, à planter une quintaine face à une maison dénommée La maison du voyer située dans la rue du Guermeur et à fournir aux nouveaux mariés de l'année précédente des chevaux et une pièce de bois pour la courir ; en échange les nouveaux mariés devaient payer au voyer, à ses serviteurs et à ses chevaux la repeue, c'est-à-dire leur repas.
En 1644 et à nouveau en 1660, Julien Maunoir, prédicateur célèbre, prêche une mission à Daoulas. Lors de l'une d'elles, il est réputé avoir accompli un miracle : « Pendant la mission de Daoulas, qui fut très fervente, le Père Maunoir composa un cantique breton en l'honneur de saint Corentin, premier évêque de Quimper, afin d'obtenir de la pluie. Après deux années de stérilité, il y avait apparence que la troisième aurait créé la famine dans toute la province, si Dieu ne s'était laissé fléchir par les prières du Père Maunoir. La sécheresse désolait toute la contrée, et il fallait un prompt secours pour soulager le peuple : le Père, qui avait coutume de faire le catéchisme, après avoir imploré l'assistance du Saint-Esprit, fit chanter par les enfants son nouveau cantique : à peine avaient-ils achevé le premier couplet que le ciel se couvrit contre toute apparence, et qu'il tomba incontinent une pluie douce qui dura plusieurs jours et qui répandit la fertilité dans toute la province. »
Cette commune est connue pour des faits liés à la Révolte des Bonnets rouges qui atteint la région de Daoulas et de Landerneau les 3 et 4 juillet 1675.
En raison du territoire exigu de la paroisse, l'activité liée au lin est peu importante à Daoulas : vers le milieu du XVIIIe siècle, 18 métiers à tisser seulement y sont recensés et quelques négociants tel Jean Hacbec, décédé en 1730 et dont l'inventaire après décès montre un stock de toiles diverses qui n'a rien à envier à ceux des marchands de Landerneau.

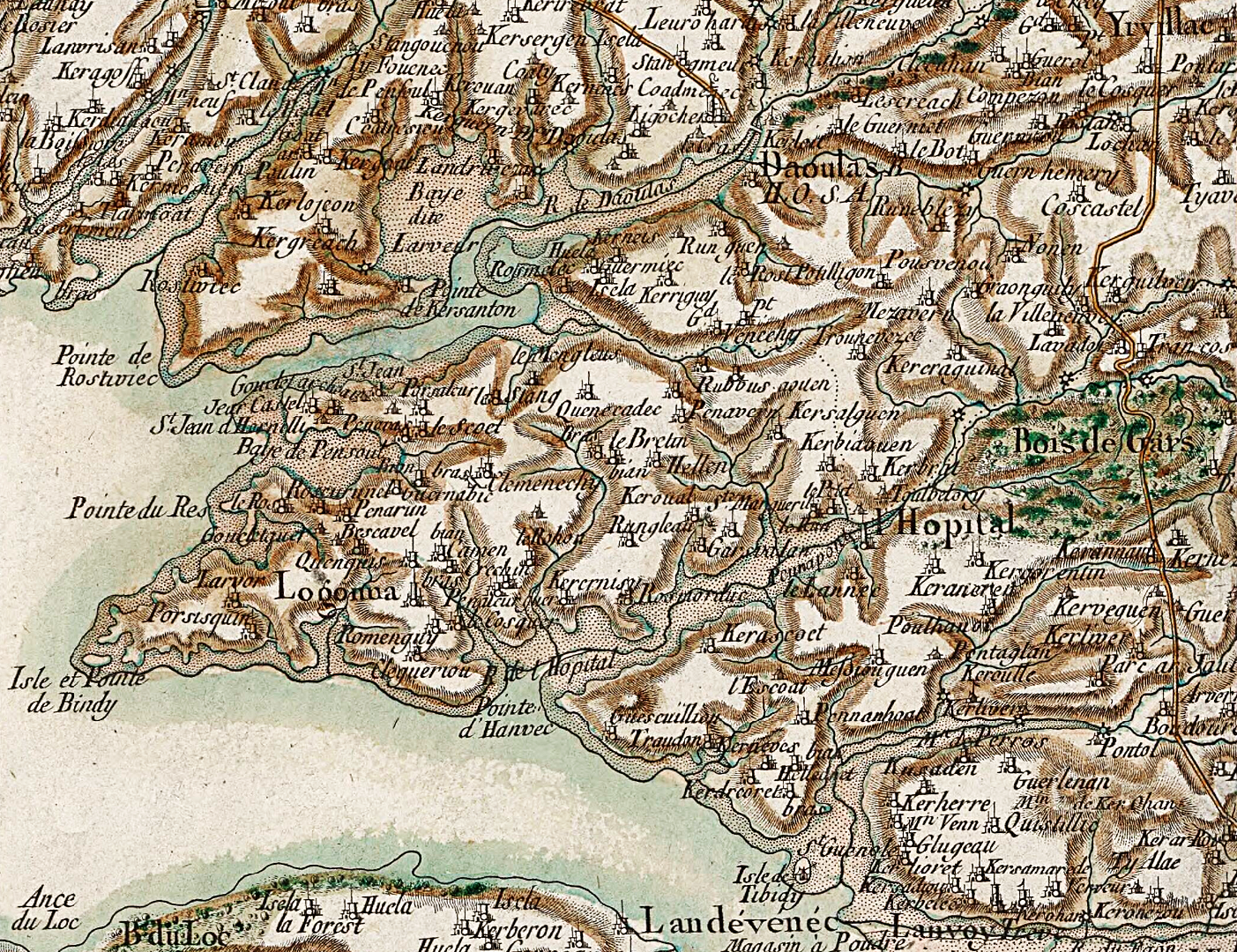
Carte de Cassini de Daoulas, Hôpital-Camfrout et Logonna-Daoulas (1784).

Joseph Hervé Coat, sieur de Kerveguen, né en 1728, décédé le 17 février 1781 fut sénéchal de Daoulas et subdélégué de l'intendance de Bretagne. Il est l'ancêtre de la famille Le Coat de Kerveguen.
Jean-Baptiste Ogée décrit ainsi Daoulas en 1778 :

« Daoulas ; paroisse et abbaye de l'Ordre de Saint-Augustin, située dans un fond, sur un bras de mer ; à 9 lieues au nord-nord-ouest de Quimper, son évêché ; à 41 lieues et demie de Rennes et à 2 lieues et demie de Landerneau, sa subdélégation. Elle ressortit au siège présidial de Quimper, de même que l'abbaye, qui n'a que cinq religieux, y compris celui qui est recteur de Loperhet. On y compte 400 communiants : elle a un hôpital et la cure est à l'ordinaire. (...) Ce territoire est plein de vallons et de collines, et dans le voisinage de la mer ; les terres en sont excellentes, et cependant négligemment cultivées en plusieurs endroits. »

### Révolution française
La paroisse de Daoulas, qui comprenait alors 103 feux, élit quatre délégués (Autret, Jean Liorzou, Joseph Bodénès, Yves Le Bris) , pour la représenter à l'assemblée du tiers-état de la sénéchaussée de Quimper au printemps 1789.
Les habitants de Daoulas ont rédigé en 1789 un cahier de doléances qui a été conservé. Une demande insolite s'y trouve : « Que les biens dépendant des abbayes et régis par économat soient vendus ou soumis à domaine congéable ». Les paysans de Daoulas pensaient donc alors que les paysans soumis au système du domaine congéable avaient un sort enviable par rapport à ceux qui dépendaient directement de l'abbaye de Daoulas.
Autret, Jean Liorzou, Joseph Bodénès et Yves Le Bris sont les 4 délégués représentant les 103 feux de Daoulas lors de l'élection des députés du tiers état de la sénéchaussée de Quimper aux États généraux de 1789.

### LeXIXesiècle

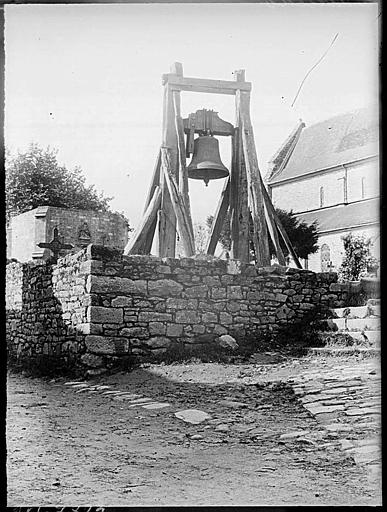
Puits en pierre avec cloche à Daoulas en 1892 (photo de Lucien Roy).

#### La décadence de Daoulas
Selon Albert Le Grand, le port de Daoulas était aussi prospère que celui de Brest dans la première moitié du XVIIe siècle.
L'union de l'abbaye avec le séminaire de Brest au profit des Jésuites en 1692 amena la dispersion des chanoines ; ce fut le début de la décadence de Daoulas, que la suppression de la justice seigneuriale en 1790 accentua, ce qui a donné du crédit à la « légende des Sept-Saints » (voir ci-après). P. Levot écrit en 1875 : « Aujourd'hui, Daoulas est presque une solitude. Son nom générique et officiel de commune permet de lui maintenir la qualification de ville, que d'impolis réalistes remplacent par celle de bourg. Si l'on en a fait un chef-lieu de canton, c'est en raison de sa situation centrale entre dix communes dont six lui sont supérieures en superficie et en population ».
Cette décadence était nette dès la seconde moitié du XVIIIe siècle :

« Cette décadence [de la juridiction de Daoulas] vient de trois causes auxquelles il est également difficile de remédier, savoir la diminution des affaires, l'impraticabilité des chemins pendant les trois-quarts de l'année et l'éloignement de tous les officiers de la ville de Daoulas ; d'ailleurs, elle se dépeuple de jour en jour faute de commerce et n'est plus qu'un amas de ruines ou de maisons inhabitées. »

#### Daoulas décrit vers le milieu duXIXesiècle
A. Marteville et P. Varin, continuateurs d'Ogée, décrivent ainsi Daoulas en 1843 :

« Daoulas (sous l'invocation de la Vierge ; Notre-Dame de Daoulas). (...) Objets remarquables : l'abbaye, la chapelle Saint-Nicolas, Notre-Dame des Fontaines. Superficie totale : 167 hectares dont (...) terres labourables 100 ha, prés et pâturages 25 ha, vergers et jardins 3 ha, bois 1 ha, landes et incultes 23 ha (...). Moulins : 4 (des Sales, du Pont, à eau). Daoulas est un gros bourg, situé à l'embouchure de la petite rivière de ce nom qui se jette dans la rade de Brest. (...). Il y a foire les premiers mercredis de janvier, mars, mai, juillet, septembre et novembre. (...) Géologie : dans le nord et dans l'est terrains schisto-argileux ; le beau granite dit de Kersanton a de beaux gisements dans la partie sud, qui généralement est sur grauwacke schisteuse. On parle le breton. »

En 1875, pour une superficie de 170 hectares, la répartition de l'usage des terres est la suivante : 100 ha de terres labourables, 25 ha de prés et pâtures, 5 ha de vignes et jardins, 1 ha de bois, 4 ha de landes et incultes. On ne comptait alors que 5 fermes et 122 maisons d'habitation dans toute la commune de Daoulas. On y recense alors trois moulins à eau. P. Levot écrit : « La seule industrie qu'on y exerce est celle de la fabrication d'une porcelaine de kaolin dont les gisements ont été découverts il y a quelques années sur divers points de la commune ». Il ajoute : « Les jours de foire se tiennent à Daoulas de deux mois en deux mois, le premier mercredi de janvier, mars, mai, juillet, septembre et novembre, jours où le bourg sort de sa torpeur habituelle ».
Benjamin Girard décrit ainsi le port et la rivière de Daoulas en 1889 :

« La rivière de Daoulas (...) aboutit au bourg et au port de ce nom, à 7 500 mètres de la pointe du Bindy ; la rivière est large et profonde jusqu'à la pointe de Rosmellec, où elle fait un coude brusque ; au-delà elle va en se rétrécissant et en diminuant de profondeur jusqu'à Daoulas, où elle n'a plus que 50 mètres de largeur et 4,40 mètres de profondeur au-dessous des plus hautes marées et 1,50 mètre au-dessous de celles de morte-eau ; aussi ce port, dont le seul ouvrage consiste en un quai-débarcadère de 67 mètres de longueur, avec une cale de 19 mètres, n'est-il fréquenté que par des navires d'un faible tonnage, se livrant à peu près à la navigation batelière, qui donne lieu à un trafic assez important, que l'on évalue annuellement à 6 000 tonnes environ. Il existe à Daoulas une fabrique de porcelaine, de création récente, qui occupe une cinquantaine d'ouvriers. »

#### Une belle frayeur en 1869
Le Petit Journal du 20 mai 1869 rapporte la savoureuse anecdote suivante :

« Trois paysans qui avaient été à la foire de Landerneau s'en revenaient tranquillement, chacun avec sa voiture. En arrivant près de Daoulas (Finistère), où la route monte une pente assez forte, ils aperçurent tout à coup un objet qui descendait rapidement la route et arrivait sur eux.

Il faisait beaucoup de vent et l'objet roulant était entouré d'un nuage de poussière ; les paysans ne purent distinguer exactement cet être mystérieux et rapide comme le vent ; ils eurent peur et fouettèrent leurs chevaux, qui partirent à fond de train.

Une voiture de meunier arrivait derrière eux ; les chevaux, entraînés par l'exemple, s'emportèrent et manquèrent se précipiter dans un précipice.

Enfin, l'épouvantail arriva ; on put le distinguer : c'était un vélocipède avec son cavalier.

Les paysans avaient eu une belle frayeur. Jamais ils n'avaient vu une si étrange machine. »

#### Les autres faits duXIXesiècle

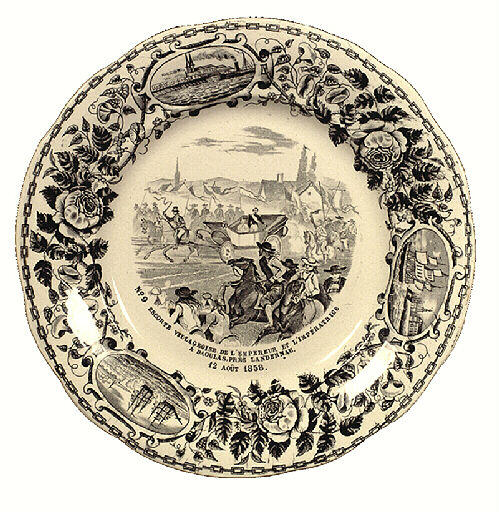
Assiette avec comme légende Escorte villageoise de l'Empereur et de l'Impératrice à Daoulas, près de Landerneau (12 août 1858). Collection Musée départemental breton.

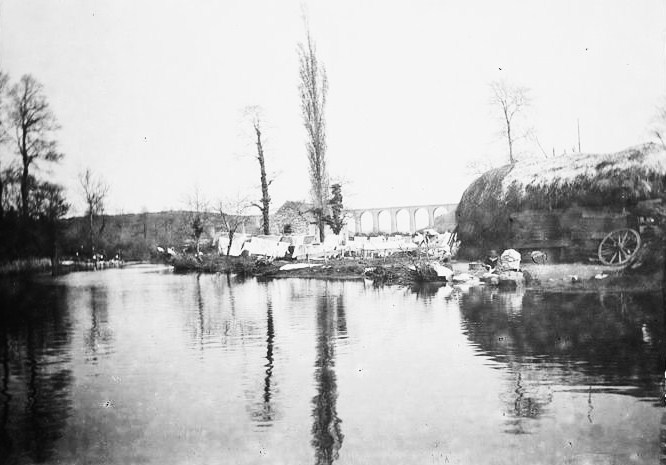
L'étang et le viaduc de Daoulas en 1893 (photo de Paul Lancrenon).

Peu avant 1820, une école ouvrit à Daoulas.
L'empereur Napoléon III et l'impératrice Eugénie de Montijo passent par Daoulas le 12 août 1858.
En 1861, le conseil général du Finistère approuve le rétablissement d'un marché hebdomadaire à Daoulas, chaque mercredi, qui existait autrefois.
L'épidémie de choléra de 1865-1866 fait deux morts à Daoulas.
Gustave Flaubert décrit ainsi son étape à Daoulas en 1886 : 

« Un pavé à pointes aiguës sonna sous nos pas, une rue sonna devant nous ; nous étions à Daoulas. Il faisait encore assez clair pour distinguer à l'une des maisons une enseigne carrée pendue à sa barre de fer scellée dans la muraille. Sans enseigne, d'ailleurs, nous aurions bien reconnu l'auberge, les maisons ainsi que les hommes ayant leur métier écrit sur la figure. [...]

Après notre repas qui, outre l'inévitable omelette et le veau fatal, se composa en grande partie de fraises [...], nous montâmes dans nos appartements.

L'escalier tournant, à marches de bois vermoulues, gémissait et craquait sous nos pas [...]. En haut se trouvait une chambre dont la porte, comme celle des granges, se fermait avec un crochet qu'on mettait du dehors. C'est là que nous gîtâmes. Le plâtre des murs, jadis peint en jaune, tombait en écailles ; les poutres du plafond ployaient sous le poids des tuiles de la toiture et, sur les carreaux de la fenêtre à guillotine, un enduit de crasse grisâtre adoucissait la lumière comme à travers des verres dépolis. Les lits, faits de quatre planches de noyer mal jointes, avaient de grands pieds ronds piqués de mites et tous fendus de sécheresse. Sur chacun d'eux étaient une paillasse et un matelas recouvert d'une couverture verte trouée par les morsures de souris et dont la frange était faite par les fils qui s'effilaient. Un morceau de miroir cassé dans son cadre déteint : à un clou, un carnier suspendu et, près de là, une vieille cravate de soie dont on reconnaissait le pli des nœuds, indiquaient que ce lit était habité par quelqu'un et, sans doute, qu'on y couchait tous les soirs.

Sous l'un des oreillers de coton rouge, une chose hideuse se découvrait, à savoir un bonnet de la même couleur que la couverture des lits, mais dont un glacis gras empêchait de reconnaître la trame, usé, élargi, avachi, huileux, roide au toucher. »

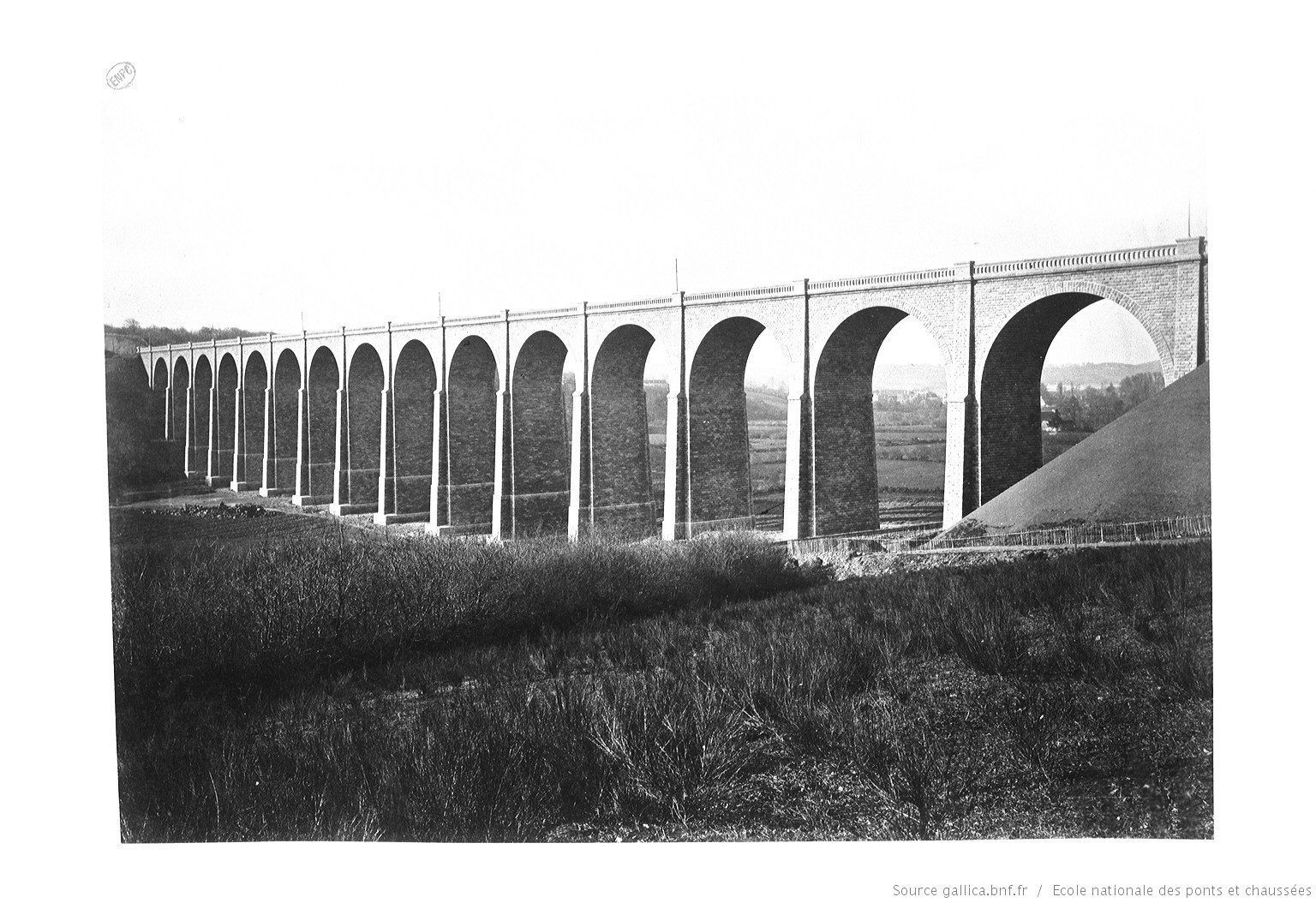
Le viaduc de Daoulas en 1873.

Au XIXe siècle, l'économie locale évolue avec la création d'une fabrique de porcelaine (arrêtée en 1897) et de conserveries ainsi qu'avec la création de la voie Brest-Quimper (1858) de la compagnie d'Orléans. Le viaduc de Daoulas construit sur la Mignonne est en granite de l'aber Ildut, acheminé par gabares jusqu'à Daoulas à la différence des autres viaducs de la même ligne ferroviaire entre Châteaulin et Landerneau qui sont en kersantite. Ce viaduc, mis en service en 1871, long de 357 mètres et haut de 38 mètres, fut construit par M. Leturc. La construction du viaduc fut endeuillée par plusieurs accidents mortels : l'un d'entre eux est relaté dans le Journal des débats : le 19 mars 1867, un enfant de 14 ans, employé comme aiguilleur sur le chantier, en fut victime, un wagon lui passant sur le corps et l'ensemble du train, un convoi de chantier chargé de matériaux de construction, basculant dans le vide.
Le 1er août 1891, un déraillement se produisit entre Dirinon et Daoulas. « Le train a parcouru sur le ballast 150 mètres, puis la locomotive a roulé au bas de la voie. Plusieurs wagons sont tellement brisés qu'ils ne pourront plus servir. Le mécanicien a eu les deux jambes broyées [...] et est mort peu après [...] ; le chauffeur a été blessé assez grièvement ». En 1904, un déraillement important se produisit à la sortie du viaduc.

### LeXXesiècle

#### LaBelle Époque
Un article de presse de 1901 évoque « les rudes marins de Daoulas, du Faou, de l'Hôpital-Camfrout, de Logonna et de Plougastel qui déchargent sur ses quais [ceux de Port-Launay] le maërl et le sable du Minou, récompense de leurs pénibles dragages ».
En 1903 le maire de Daoulas estime qu'« en se servant le plus souvent dans nos communes de la langue bretonne, MM les curés et desservants (...) non seulement usent d'un droit absolu, mais encore ils remplissent un impérieux devoir ».
Des petits gisements de kaolin furent exploités avant la Première Guerre mondiale à Tréflévénez, Irvillac et Daoulas pour le compte d'une usine de sulfate d'alumine située à Landerneau afin de fabriquer de la porcelaine.
La récolte traditionnelle du goémon entraîne parfois des drames de la mer : par exemple en mars 1902, le Anna-Eugénie, bateau de Daoulas, coule avec un chargement de goémon face au port du Squiffiec (petit port de la presqu'île de Plougastel) : deux marins sont noyés, deux autres furent sauvés.
Le 7 mars 1907, un incendie dans une ferme dans le village de Guilliec-Nevez en Daoulas fit trois morts, les trois enfants du couple de paysans, âgés de 5, 3 et 2 ans, laissés seuls dans la maison, malades de la rougeole, les parents, partis travailler, ayant fermé la porte à clef.
En 1914, l'« affaire Cadiou » défraie la chronique : le 31 décembre 1913, l'épouse de Louis Cadiou, ancien avoué à Morlaix, qui avait créé une usine de blanchiment de coton pour la fabrication du coton-poudre destiné aux poudreries, au moulin de la Grande-Palud en Landerneau, dépose plainte en raison de la disparition de son mari. Après de longues recherches, le corps de ce dernier est retrouvé à 400 mètres de l'usine et l'autopsie révèle qu'il a été tué d'une balle de revolver. L'ingénieur Pierre, ancien élève de l'École centrale et directeur de l'usine, qui habitait La Forest-Landerneau, est accusé du crime car il avait acheté en mai 1913 un revolver de calibre identique à la balle retrouvée dans le cadavre et qu'il était de notoriété publique que les rapports entre les deux hommes étaient tendus et que Pierre s'apprêtait à passer à la concurrence, projetant de devenir directeur d'une autre usine de blanchiment de coton en cours de création à Daoulas. Le procès devant la cour d'assises du Finistère n'eut lieu qu'en octobre 1919.

#### La Première Guerre mondiale
Le monument aux morts de Daoulas porte 77 noms de personnes mortes pour la France, dont 60 pendant la Première Guerre mondiale (ce qui représente 7,1 % de sa population totale en 1911), 16 pendant la Seconde Guerre mondiale et un en A.F.N..

#### L'entre-deux-guerres
En 1922, un instituteur de Daoulas, Cornec, qualifié de « révolutionnaire », fait l'objet de poursuites pour avoir lancé une campagne de fraternisation avec les Rifains alors soulevés contre la France dans le cadre de la guerre du Rif.
En août 1928 une trentaine de moutons furent  dans les communes de Sizun, Hanvec et Daoulas ; la population attribua immédiatement ce carnage à des loups (en fait disparus dans le région depuis quelques décennies), mais les gendarmes déclarèrent qu'il s'agissait plutôt d'un ou plusieurs chiens sauvages de forte taille.
Par décret du 27 novembre 1931, la justice de paix de Daoulas est rattachée à celles de Ploudiry et de Landerneau, sous la juridiction du juge de paix de ce dernier canton. Daoulas perd alors la dernière fonction judiciaire qui subsistait encore dans la commune.

#### La Seconde Guerre mondiale

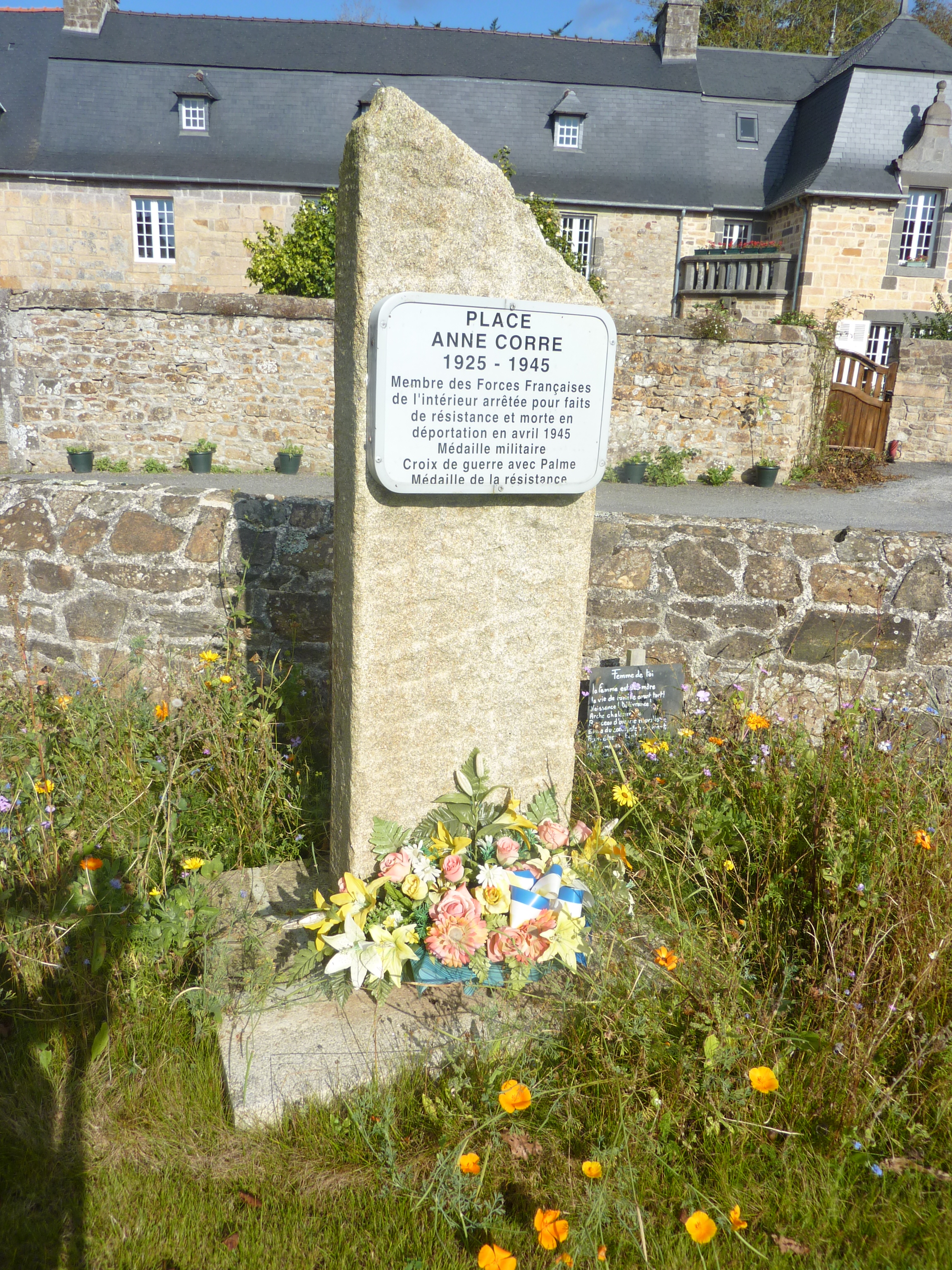
Plaque commémorative à la mémoire d'Anne Corre, résistante.

Le 27 mai 1943, des ménagères de Daoulas protestent contre la non-délivrance de la ration de beurre mensuelle.
Début août 1944, une section du 3e régiment de chasseurs parachutistes (3e RCP), commandée par le lieutenant Edgard Tupët-Thomé, est parachutée au lieu-dit Runaher en la commune de Saint-Urbain (opération Derry 3). La section, composée de treize parachutistes de la France libre, est reçue chez l'amiral Pierre Bréart de Boisanger, maire, dans le château de Kerdaoulas en Saint-Urbain qui les accueille et fait prévenir les résistants du secteur.

##### L'attaque du château de Kérisit
Ces parachutistes du Special Air Service attaquent le 5 août 1944 dans l'après-midi la Kommandantur locale de Daoulas, installée dans le château de Kerisit, forte de 60 hommes. Accompagnés et guidés par des résistants, 12 parachutistes (l'un d'entre eux s'est blessé lors du parachutage) descendent vers Daoulas, sur 4 km environ, en suivant le côté gauche de la Mignonne, par une chaude après-midi. Ils surprennent à 18 heures les Allemands postés au château qui s'apprêtaient à diner : 12 Allemands sont tués et 36 autres faits prisonniers. Un parachutiste originaire de Seine-Inférieure, André Briguet, 20 ans, est tué lors de l'affrontement.
Alertée par le bruit de la fusillade, une colonne allemande, en patrouille dans le secteur, investit les rues de Daoulas. Les parachutistes engagent alors le combat, détruisant deux camions et une automitrailleuse qui fait des morts et des blessés dans les rangs ennemis puis doivent se replier rapidement, en abandonnant leurs prisonniers. Deux hommes de Daoulas sont tués lors de l'arrivée des Allemands. Le groupe de parachutistes se dirige ensuite vers Sizun. Le résistant Paul Le Hir les conduit à la ferme de la famille Bouguennec (Le Trehou) où ils seront hébergés durant 48 heures environ (jusqu'à la libération de Landerneau).

Le contrôle de Daoulas fournissait d'excellentes positions d'artillerie au sud-est de Brest pour le général américain Troy Middleton qui y expédia tout un groupe d'artillerie du 8e corps d'armée américain qu'il commande, de façon à couvrir toutes les défenses de Brest et les positions ennemies sur la presqu'île de Crozon. Quatre FFI de cette section sont décédés pendant ces combats : Jean Cornec, Louis Le Quinquis, Guy Guichard et Louis Briguet. La prise de Daoulas fut suivie de la libération de Landerneau.

##### Les stèles commémoratives
Une stèle se trouve à l'entrée du bourg qui porte l'inscription : « Ici sont morts courageusement pour la France lors des combats pour la libération de Daoulas » ; cette stèle évoque la mémoire de Louis Le Bot, 22 ans et François Rouzic, 23 ans, fusillés le 5 août 1944. Deux jeunes de Daoulas, Anne Corre (20 ans, décédée en avril 1945 à Genshagen en Allemagne) et Jean Kernéis (25 ans, né le 19 août 1927 à Daoulas, décédé le 6 avril 1945 à Lunebourg près de Wilhelmshaven en Allemagne) firent partie de la Résistance, furent déportés et trouvèrent la mort en déportation. Anne Corre, née le 27 mai 1925 à Brest (Lambézellec), mais vivant à Daoulas, adhéra dès octobre 1943 au mouvement de résistance Libération-Nord et dut prendre le maquis après que son groupe de résistance, le groupe Marceau, eut exécuté le 25 avril 1944 à Quimper un milicien, Bernard Massotte, mais elle fut dénoncée et arrêtée à Brest, et après avoir été emprisonnée à Kérinou, Quimper puis à Rennes, fit partie du dernier convoi de déportés ayant quitté la France en août 1944 à destination du camp de concentration de Ravensbrück, d'où elle fut transférée à celui d'Orianenburg ; on la contraignit à aller travailler dans une usine d'avions ; les souffrances et les privations eurent raison de sa santé. Jean Kernéis fut déporté en juillet 1944 de Compiègne au camp de concentration de Neuengamme avant d'être transféré à Wilhelmshaven, puis à Lunebourg. Le nom de Jean Kernéis a été donné à la salle municipale (« Espace Jean-Kernéis »).

## Démographie
L'évolution du nombre d'habitants est connue à travers les recensements de la population effectués dans la commune depuis 1793. Pour les communes de moins de 10 000 habitants, une enquête de recensement portant sur toute la population est réalisée tous les cinq ans, les populations de référence des années intermédiaires étant quant à elles estimées par interpolation ou extrapolation. Pour la commune, le premier recensement exhaustif entrant dans le cadre du nouveau dispositif a été réalisé en 2005.

En 2022, la commune comptait 1 835 habitants, en évolution de +2,4 % par rapport à 2016 (Finistère : +2,16 %, France hors Mayotte : +2,11 %).
| 1793 | 1800 | 1806 | 1821 | 1831 | 1836 | 1841 | 1846 | 1851 |
| ---- | ---- | ---- | ---- | ---- | ---- | ---- | ---- | ---- |
| 573  | 448  | 487  | 494  | 459  | 462  | 501  | 555  | 601  |

| 1856 | 1861 | 1866  | 1872 | 1876 | 1881 | 1886 | 1891 | 1896 |
| ---- | ---- | ----- | ---- | ---- | ---- | ---- | ---- | ---- |
| 618  | 684  | 1 315 | 743  | 786  | 837  | 904  | 823  | 760  |

| 1901 | 1906 | 1911 | 1921 | 1926 | 1931 | 1936 | 1946  | 1954  |
| ---- | ---- | ---- | ---- | ---- | ---- | ---- | ----- | ----- |
| 765  | 800  | 816  | 795  | 995  | 970  | 987  | 1 097 | 1 012 |

| 1962  | 1968  | 1975  | 1982  | 1990  | 1999  | 2005  | 2006  | 2010  |
| ----- | ----- | ----- | ----- | ----- | ----- | ----- | ----- | ----- |
| 1 117 | 1 022 | 1 046 | 1 401 | 1 640 | 1 794 | 1 768 | 1 743 | 1 782 |

| 2015  | 2020  | 2022  | - | - | - | - | - | - |
| ----- | ----- | ----- | - | - | - | - | - | - |
| 1 771 | 1 833 | 1 835 | - | - | - | - | - | - |

Commentaire : La population de Daoulas a été multipliée par trois en un peu plus de deux siècles, de 1793 à 2008. La petitesse de la superficie communale explique pour partie le nombre réduit des habitants en 1793, malgré les fonctions urbaines que la cité a détenu par le passé. Le nombre des habitants stagne dans le premier tiers du XIXe siècle, le minimum démographique étant atteint en 1800 avec 448 habitants. La population croît lentement (gagnant 324 habitants en 50 ans, soit +72 % par rapport à 1836) entre 1836 et 1886, date d'un premier pic démographique avec 904 habitants. Un fléchissement démographique se produit entre 1886 et la Première Guerre mondiale avant de croître lentement pendant l'entre-deux-guerres et l'immédiat après-guerre. À partir de 1975, la périurbanisation liée à la proximité brestoise provoque un essor démographique spectaculaire, Daoulas se transformant en cité-dortoir avec la prolifération des lotissements des migrants pendulaires. Entre 1968 et 1999, la commune gagne 772 habitants (+75,5 % en 31 ans), le gain le plus rapide s'étant produit entre 1975 et 1982 (croissance annuelle moyenne de +4,2 % l'an). La première décennie du XXIe siècle se caractérise toutefois par un léger fléchissement démographique.
L'analyse détaillée de l'évolution démographique récente montre que Daoulas s'est surtout accrue grâce à une immigration nette importante, toujours positive entre 1968 et 1999 (avec un record de +4,6 % l'an entre 1968 et 1975) alors que le solde naturel était faible et même souvent négatif (-0,4 % l'an par exemple entre 1968 et 1975). La première décennie du XXIe siècle montre une certaine dégradation des résultats : le solde naturel et le solde migratoire étant tous les deux légèrement négatifs entre 1999 et 2008, -0,2 % et -0,1 % l'an respectivement. La situation semble même s'aggraver : en 2009, Daoulas a enregistré 18 naissances, mais 31 décès. L'analyse de la structure par âges montre une population modérément jeune (26,4 % de 0 à 19 ans ; 18,4 % de 65 ans et plus) et qui commence à vieillir en raison du ralentissement récent de l'immigration nette.
Le parc immobilier de Daoulas est principalement récent : en 2008, 54,6 % des logements étaient postérieurs à 1974 en raison de la prolifération des lotissements entre 1975 et 1989 principalement (228 nouveaux logements), même si le mouvement se poursuit, mais à un rythme ralenti (133 nouveaux logements entre 1990 et 2005). Il s'agit presque uniquement de maisons individuelles (93 % du parc immobilier total en 2008) et pour l'essentiel de résidences principales (89,1 % du parc immobilier total en 2008), même si la situation littorale de la commune explique la présence de quelques résidences secondaires (44 en 2008 pour un parc total de 786 logements).

## Enseignement

### Établissements scolaires
- L'école publique Josette Cornec (maternelle et élémentaire)
- L'école privée mixte primaire Notre-Dame-des-Fontaines.
- Le collège de Coat-Mez (enseignement public)[90].

### Langue bretonne
À la rentrée 2017, 23 élèves étaient scolarisés dans la filière bilingue publique (soit 9,9 % des enfants de la commune inscrits dans le primaire).

## Économie

### Revenus de la population et fiscalité
Le nombre de ménages fiscaux en 2013 était de 711 et la  médiane du revenu disponible par unité de consommation  de 22 824 €.

### Emploi
En 2014, le nombre total d'emplois au lieu de travail était de 701.
Le taux d'activité de la population âgée de 15 à 64 ans s'élevait à 75,9 % contre un taux de chômage de 8,4 %.

### Entreprises et commerces
En 2015, le nombre d'établissements actifs était de cent soixante, dont douze dans l'agriculture-sylviculture-pêche, neuf dans l'industrie, treize dans la construction, quatre-vingt-sept dans le commerce-transports-services divers et trente-neuf relatifs au secteur administratif.
Cette même année, quatorze entreprises ont été créées dont dix par des auto-entrepreneurs.

## Monuments

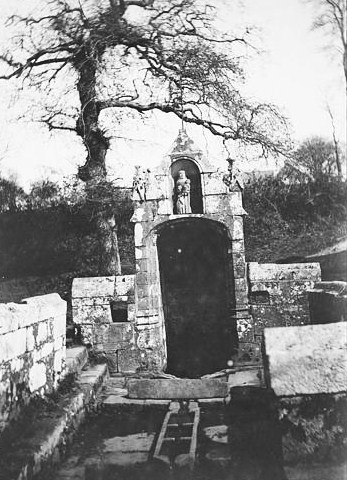
La fontaine de dévotion Notre-Dame-des-Fontaines en 1893 (photo de Paul Lancrenon).

- L'abbaye Notre-Dame de Daoulas et ses jardins sont propriété du conseil général du Finistère.
- la chapelle et fontaine Notre-Dame-des-Fontaines, sont inscrites au titre des monuments historiques par arrêté du 18 octobre 1926[92] :
  - La fontaine[93] contient une Vierge à l'Enfant tenant une pomme dans la main, symbole du péché originel. Elle a probablement été édifiée à l'emplacement d'un ancien lieu de culte païen, en particulier druidique comme une très ancienne statue située à proximité semble l'illustrer. Les trois bassins de la fontaine rappellent la Sainte-Trinité. Le bassin de la fontaine forme un rectangle de 6 mètres sur 4 mètres et est surmonté d'une sorte de petite chapelle gothique en pierre de Kersanton, couverte de deux rampants aigus avec clochetons aux quatre angles. De style gothique, elle fut reconstruite en 1550 par l'abbé Olivier du Chastel. Cette fontaine fut par le passé l'objet d'une grande dévotion « qui n'est pas encore entièrement éteinte » écrivait le 20 août 1841 Ollivier, alors curé de Daoulas[94].

« L'eau de cette fontaine passe pour assurer la fécondité aux femmes auxquelles il suffit, pour l'obtenir, de fixer une croix. Elle prédit aussi aux jeunes gens s'ils se marieront dans l'année ; ils mettent une épingle dans le creux de leur main qu'ils plongent dans la fontaine principale. Si l'épingle flotte et tombe dans l'un des bassins inférieurs, le mariage aura lieu ; dans le cas contraire, il faut attendre. Une petite source, qui sort de dessous la fontaine même, opère la guérison des yeux, et la Vierge celle des enfants atteints de la toque, »

.
- - La chapelle est un simple oratoire déjà cité dans un acte de 1638, remanié en 1880 et restauré en 1986, issu de l'ancien chancel des moines. Deux anciennes stalles, avec sièges à miséricorde, s'y trouvent et proviennent de l'ancienne église gothique ainsi qu'une Vierge à l'Enfant et une statue de saint Thélo chevauchant un cerf.
- L'enclos paroissial contient :
  - L'église paroissiale Notre-Dame, classée monument historique[97] en 1886, est formée des parties romanes subsistantes de l'ancienne église abbatiale et d'une partie néo-romane reconstruite au XIXe siècle. L'architecte diocésain Yves Bigot décida de ramener l'édifice à un état roman supposé et abattit le chœur du XVIe siècle, très vaste, ainsi que le clocher qui menaçait de s'effondrer. La croix de mission se trouve à l'emplacement de l'ancien chœur. De l'abbatiale romane subsistent la façade ouest, la nef et le bas-côté nord qui datent du dernier quart du XIIe siècle. La nef de sept travées (28 m de longueur, 12,5 m de hauteur) est couverte d'une charpente. Les arcades à double rouleau sont portées par des piles cruciformes à simple imposte. Elles occupent les deux-tiers de la hauteur du mur. Au-dessus, de grande fenêtres très ébrasées sont percées dans le mur nu. Les travées ne sont pas marquée et le décor sculpté est banni. Au fond de la nef, le mur ouest est percé d'une porte soulignée de moulures et de colonnettes engagées. Au second niveau, trois fenêtres de belles tailles soulignées de moulures occupe toute la largeur du mur, surmontées d'une petite fenêtre au niveau du berceau en charpente. Le chœur et les deux absidioles, voûtés en cul-de-four, prolongent directement la nef et les bas-côtés, sans transept. Ils sont néoromans (XIXe siècle), tout comme le bas-côté sud et son porche. Le mur de l'abside est animé d'une série de sept arcatures aveugles, supportées par des chapiteaux sculptés imitant ceux du cloître, où s'inscrivent dans l'axe trois fenêtres de plein cintre. Les enfeus de la sacristie datent du XVIe siècle. En 1984, le retable de la Vierge qui se trouvait dans la sacristie fut restauré et déplacé sur le côté gauche de l'église. En bois polychrome, son fronton représente le Père éternel encadré par 2 anges, le soubassement représente à ses extrémités, l'Adoration des mages et l'Assomption de Marie[98].

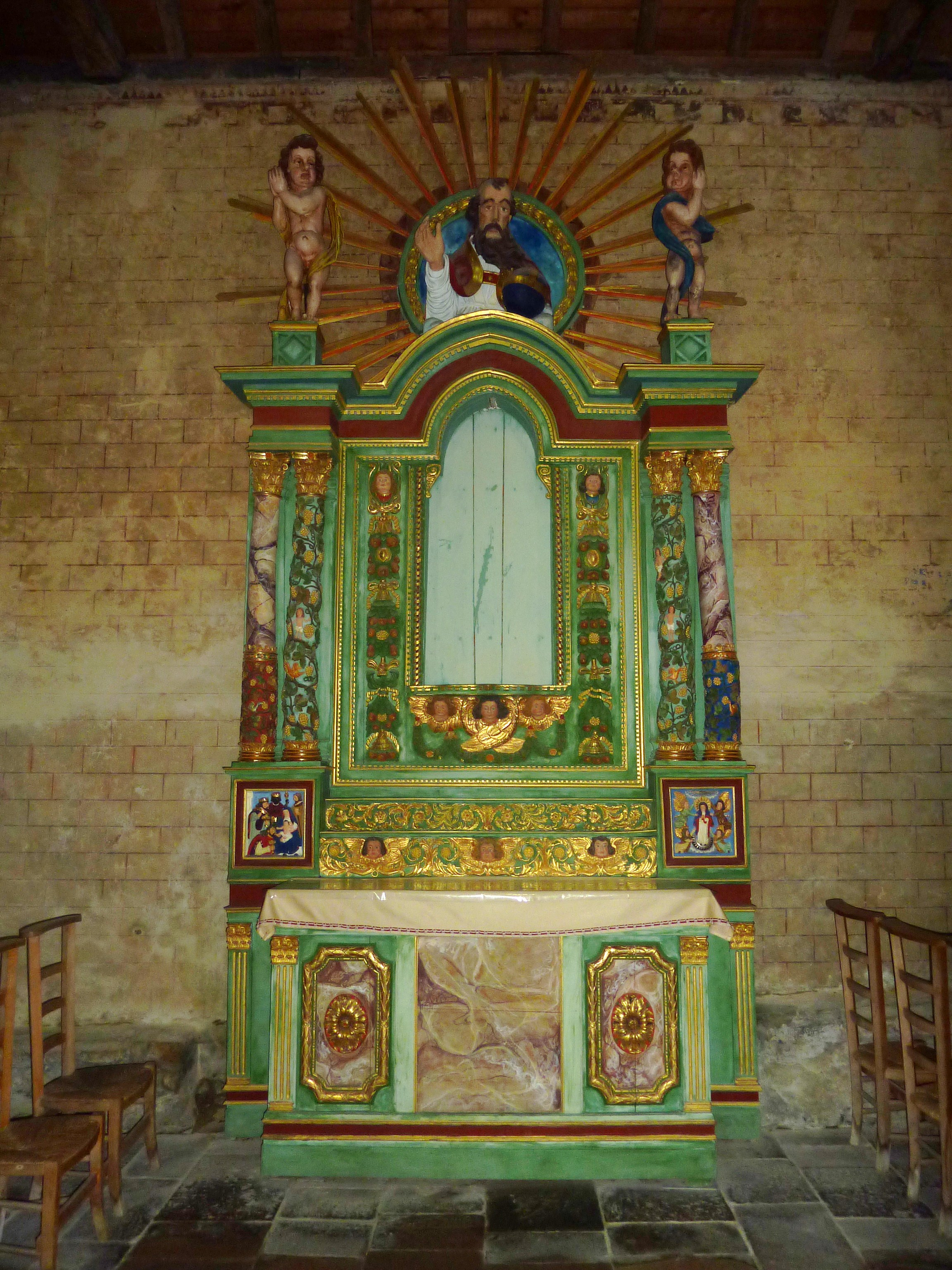
Le retable de la Vierge.
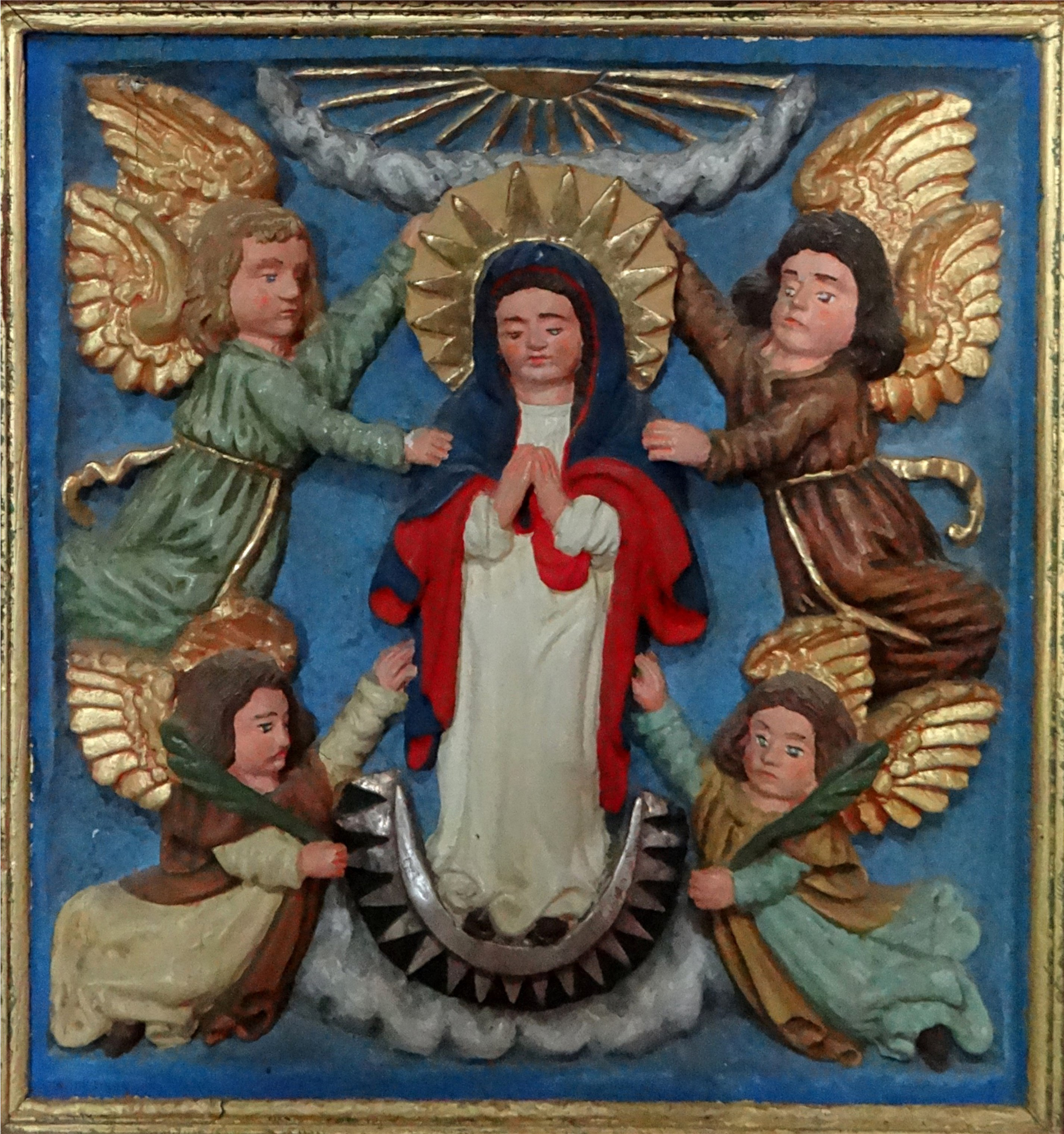
L'Assomption de Marie.
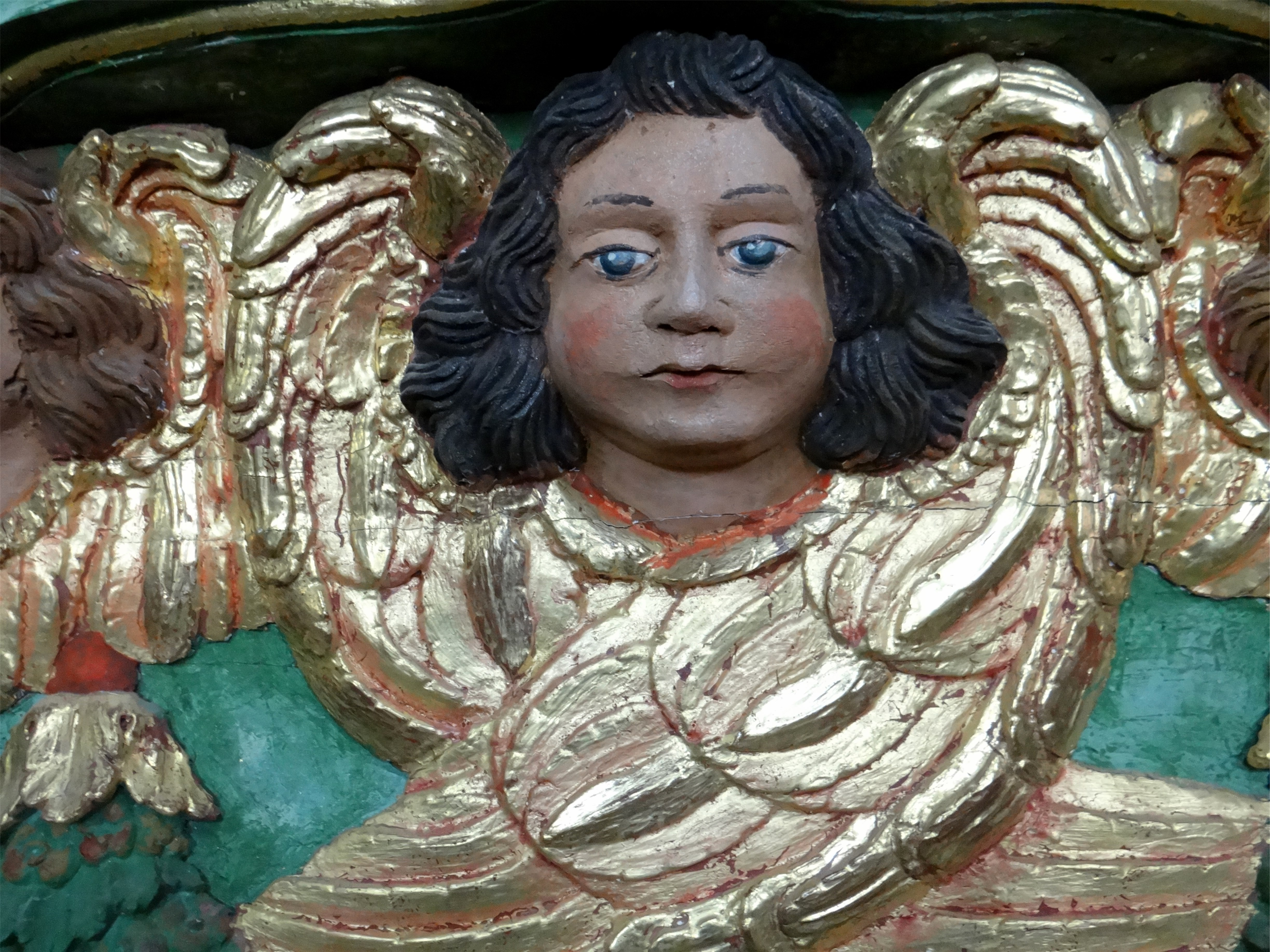
Détail du panneau central.
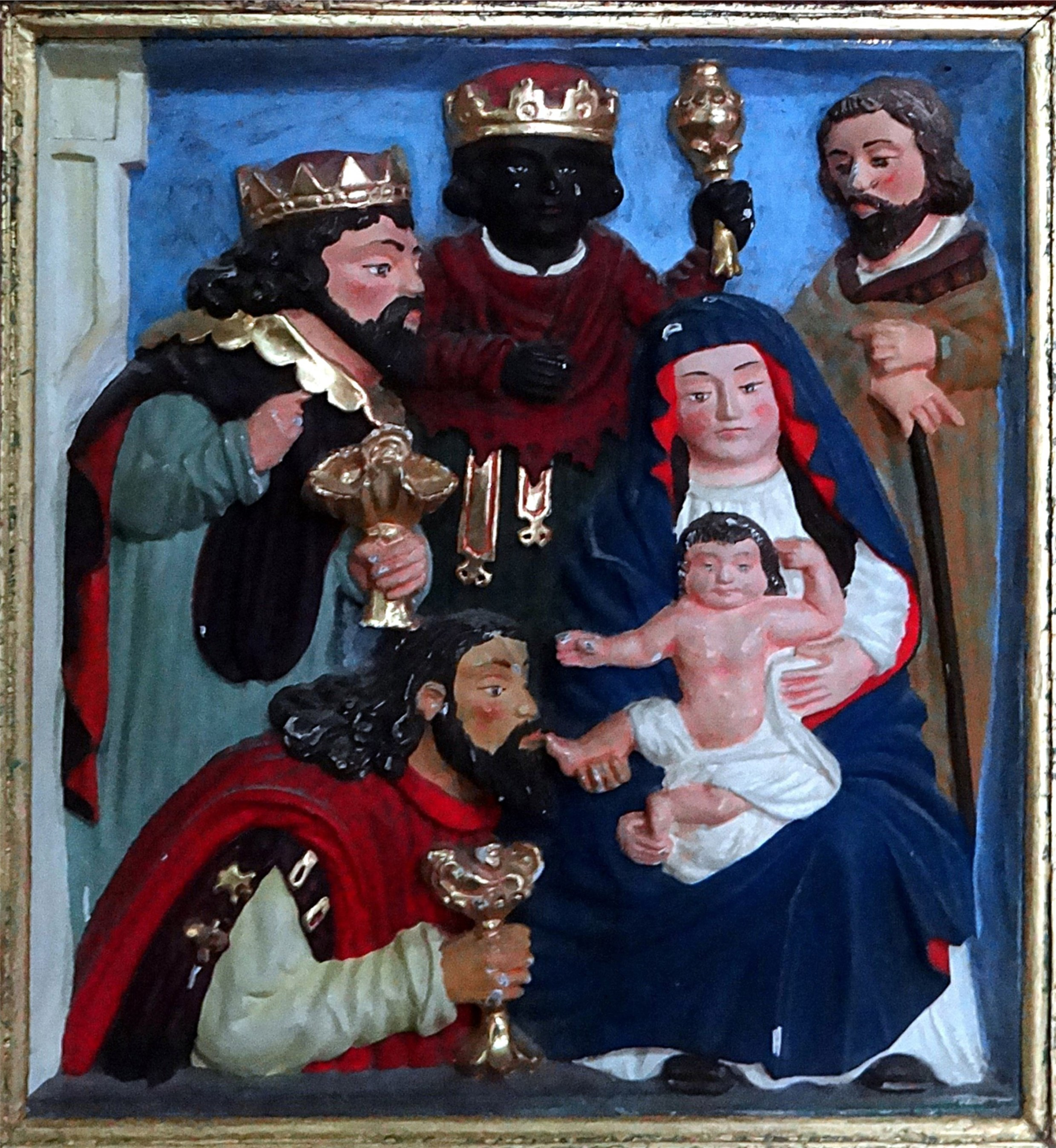
L'adoration des Mages.

- - Le porche d'entrée de l'enclos paroissial, dit porche aux apôtres correspond à l'ancien porche de l'église, de style renaissance et en anse de panier, transplanté là dans le courant du XIXe siècle. Il fut remplacé sur la façade sud de l'église paroissiale par un porche néoroman.
  - Le calvaire situé à l'entrée du cimetière est de facture simple (un seul croisillon), mais est à double face ; il est classé monument historique[99].
  - L'ancien ossuaire date de 1454. Il fut transformé en sacristie au XIXe siècle par Joseph Bigot. C'est un édifice rectangulaire en Kersanton à l'exception du soubassement. Il porte une inscription avec la date de 1589 et les armes de l'abbé René Du Louet (1581-1598)[100].
- La chapelle Sainte-Anne date de 1429 et fut remaniée en 1667. Elle était à l'origine en forme de croix latine, mais son transept fut démoli dans la seconde moitié du XIXe siècle, les pierres servant à la construction du presbytère[101]. Son porche est en pierre de Kersanton, le reste de l'édifice en pierre de Logonna. Le clocher contient trois belles cloches et on y accède par un escalier extérieur qui suit le rampant du pignon, des pierres à redans permettant ensuite d'atteindre les cloches dont une a été fondue en 1658. La chapelle est classée monument historique[102] en 1862.

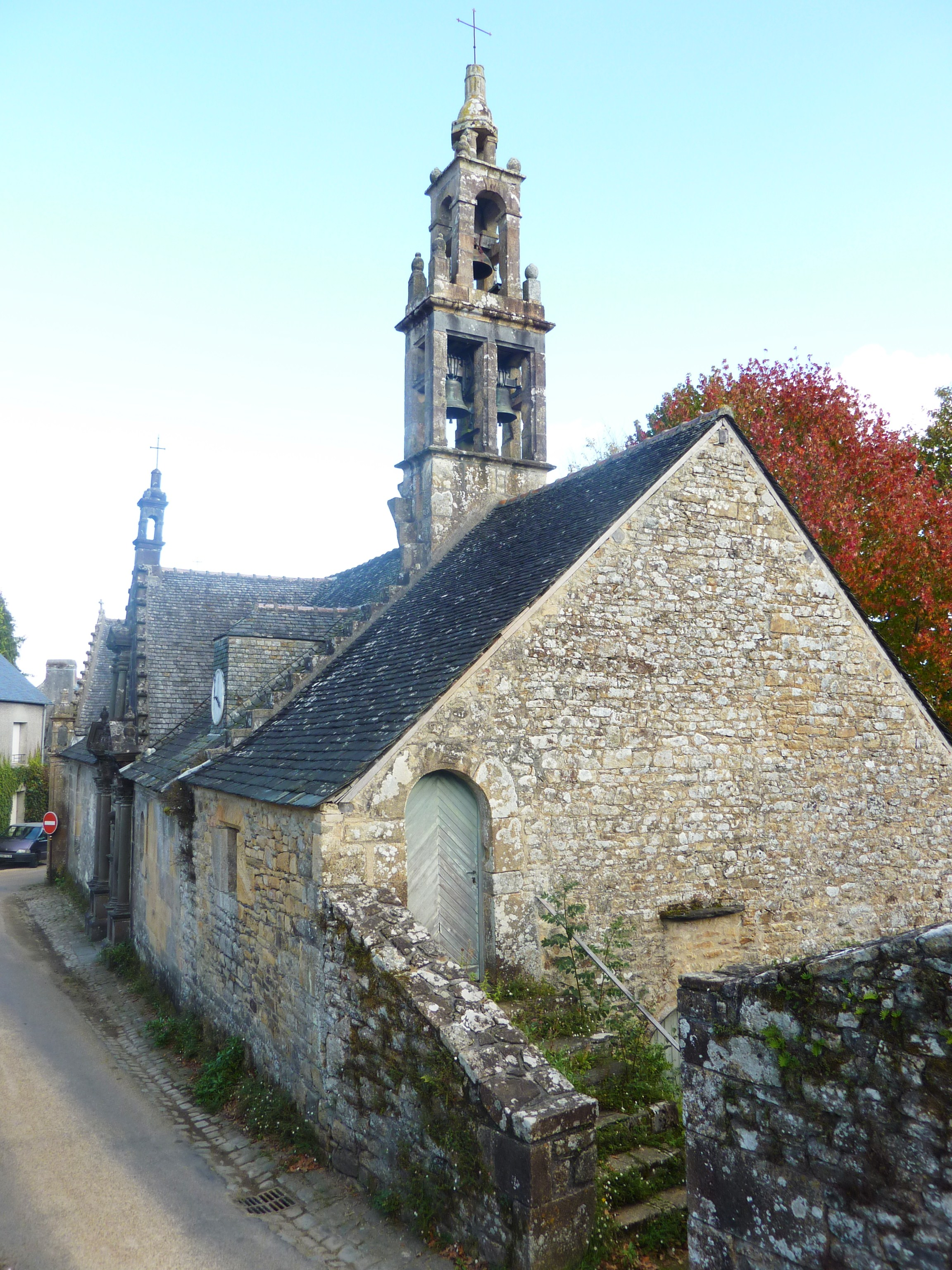
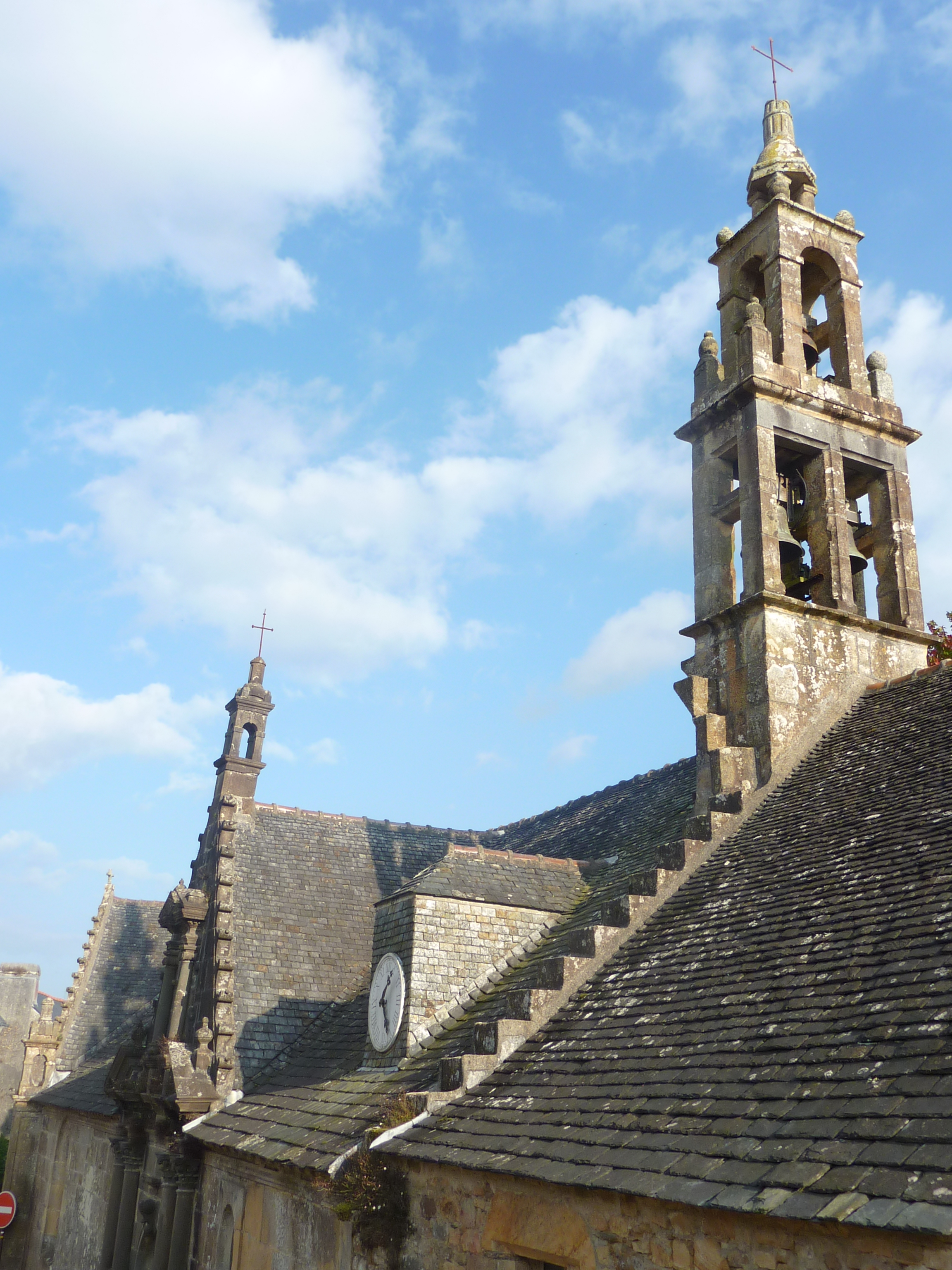
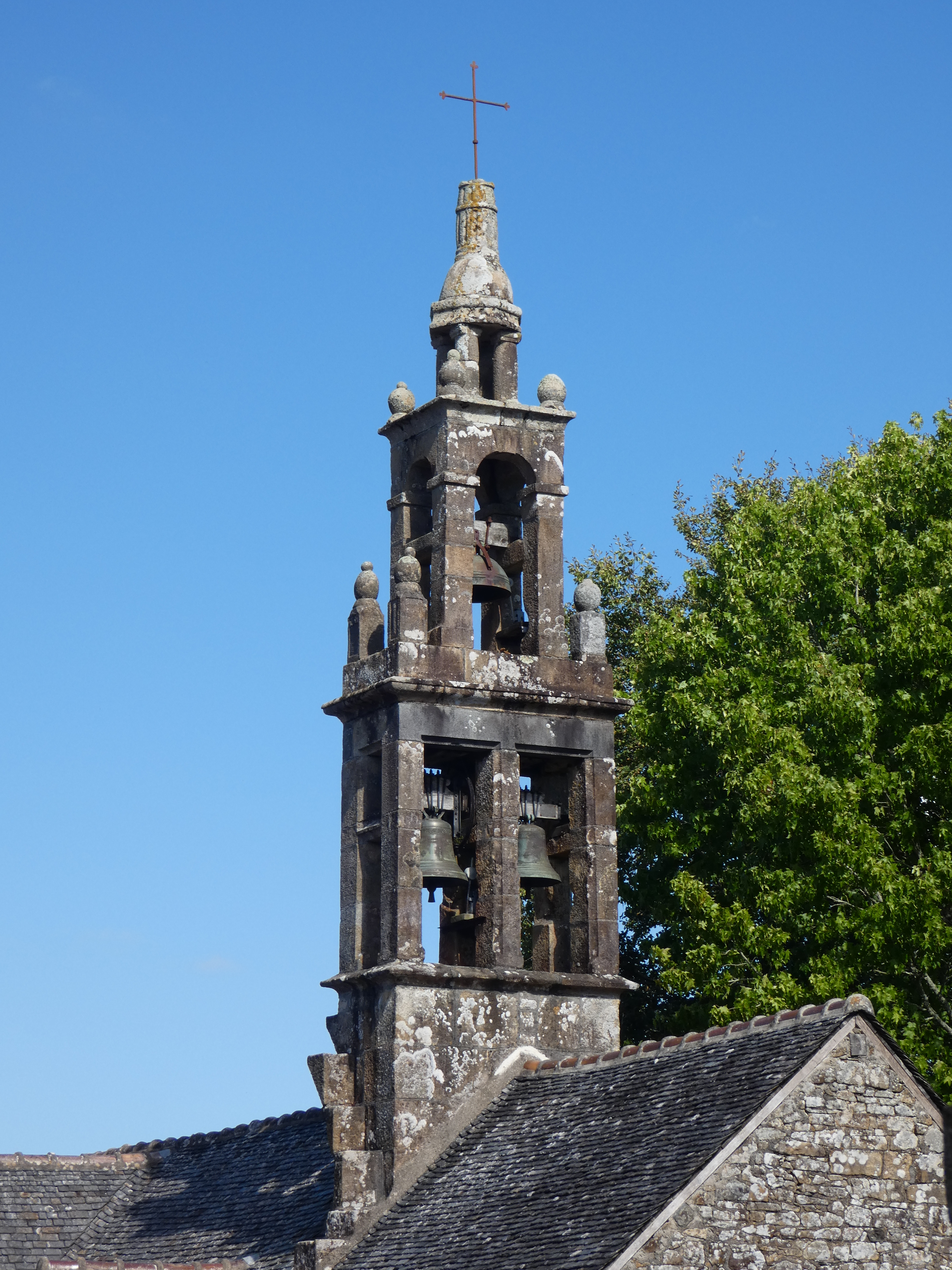
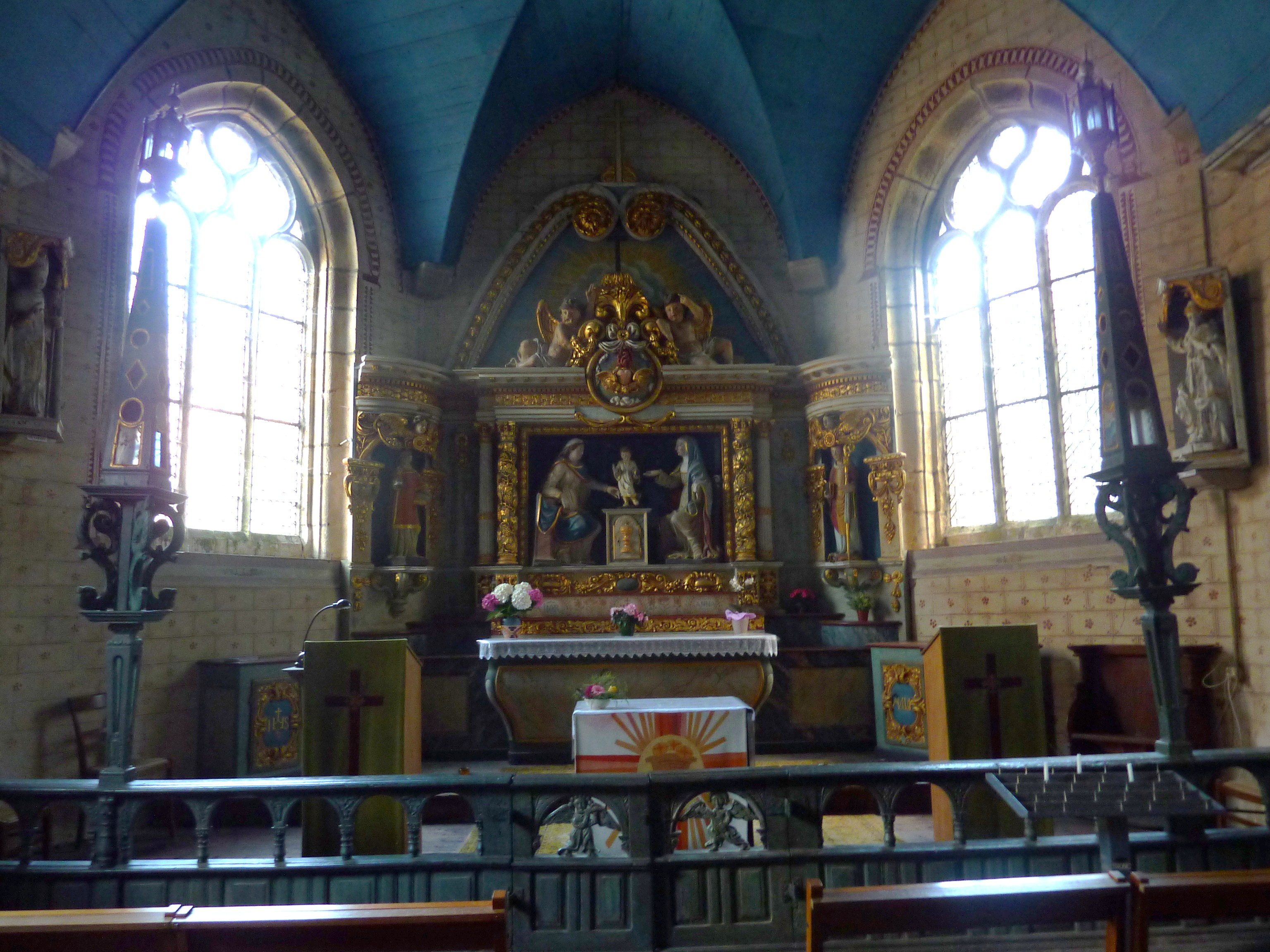
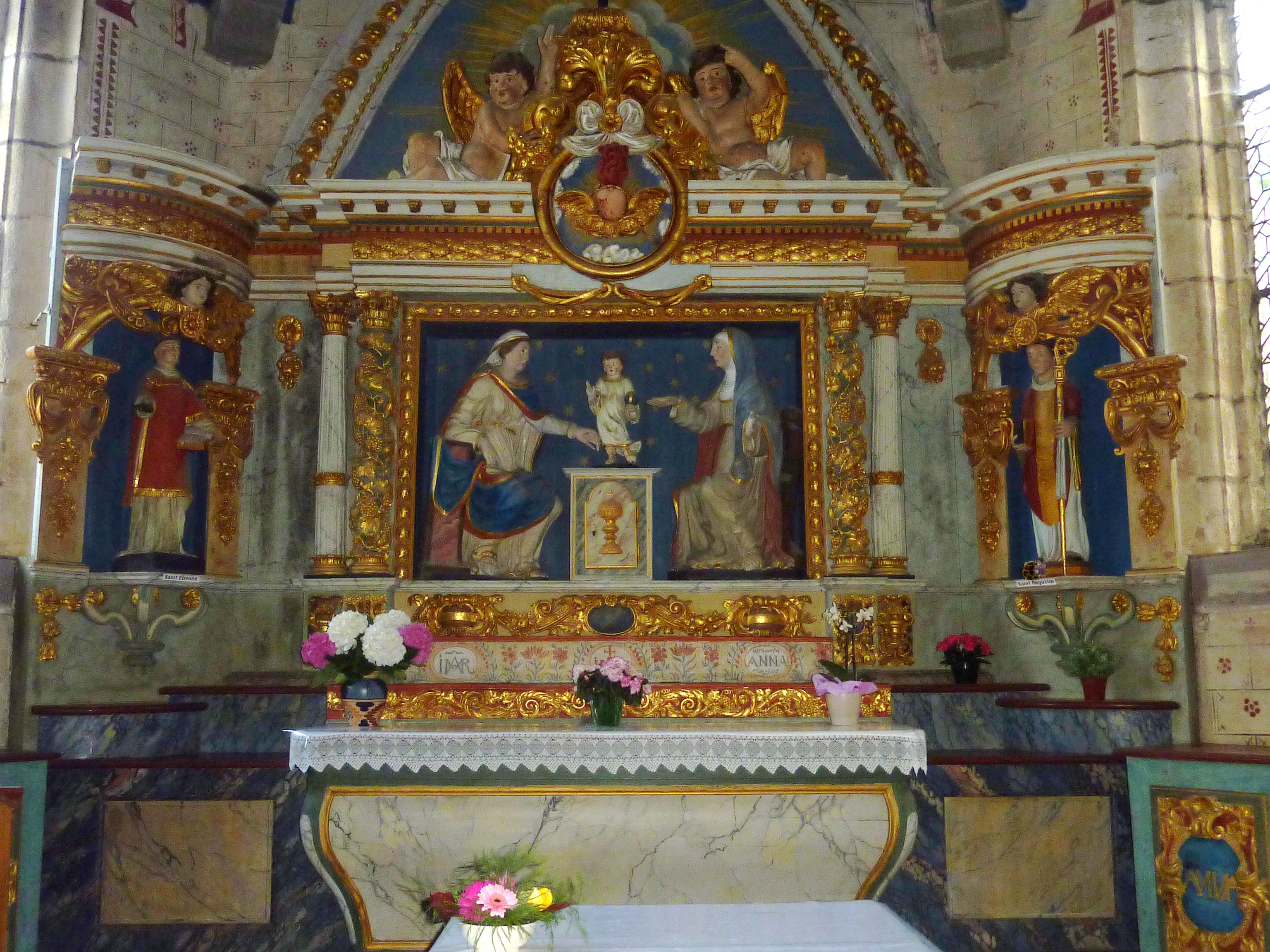
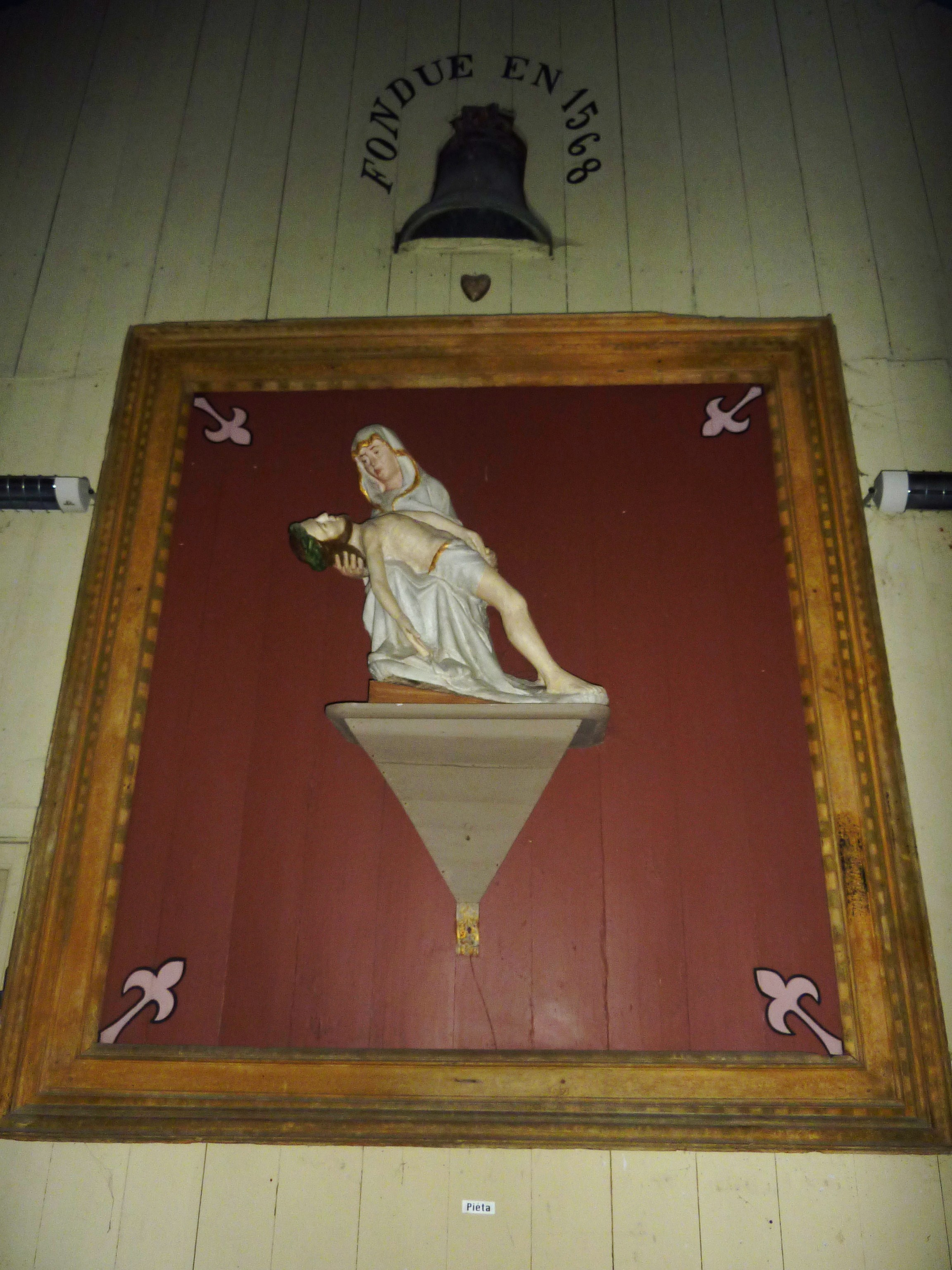
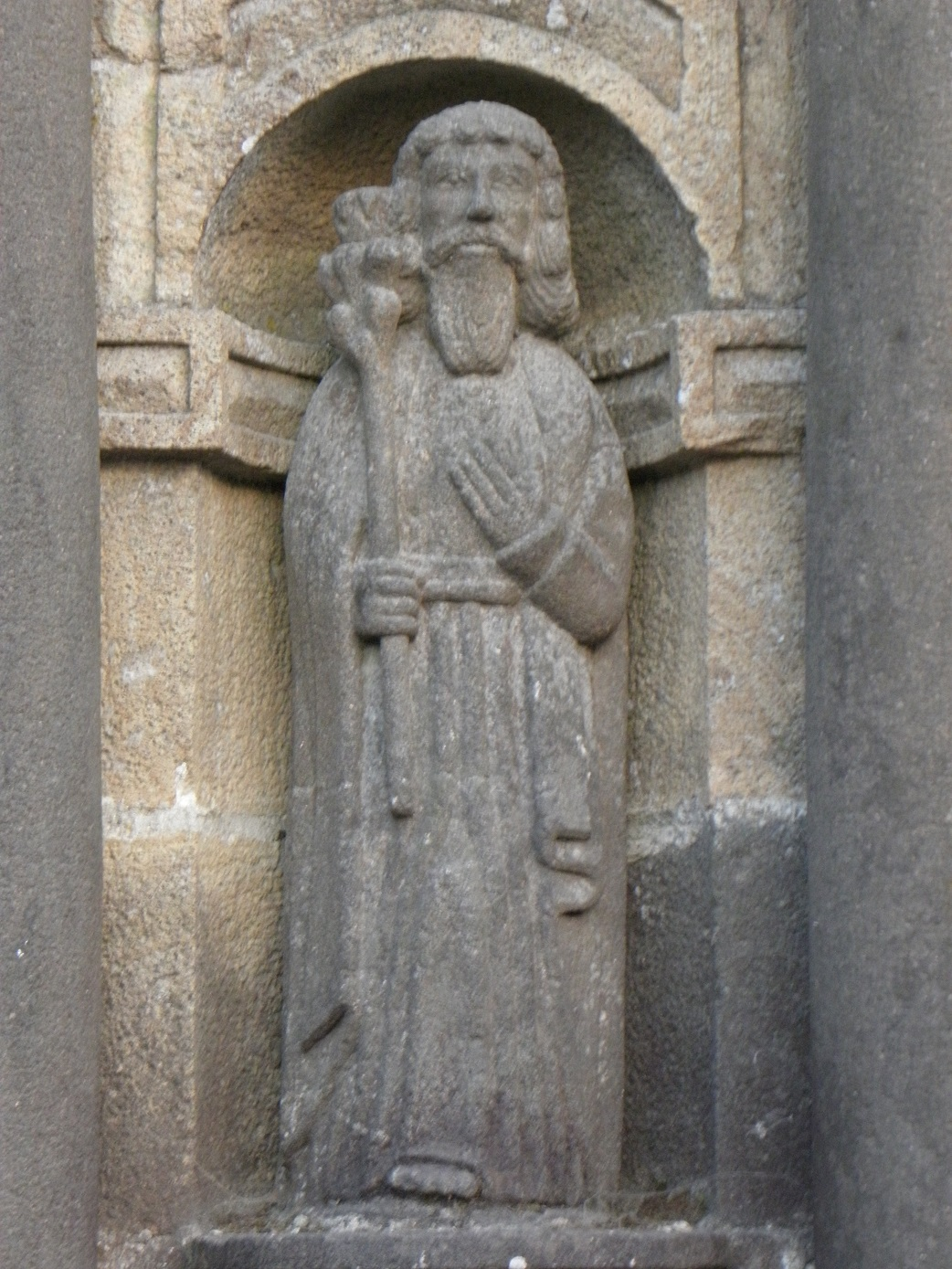
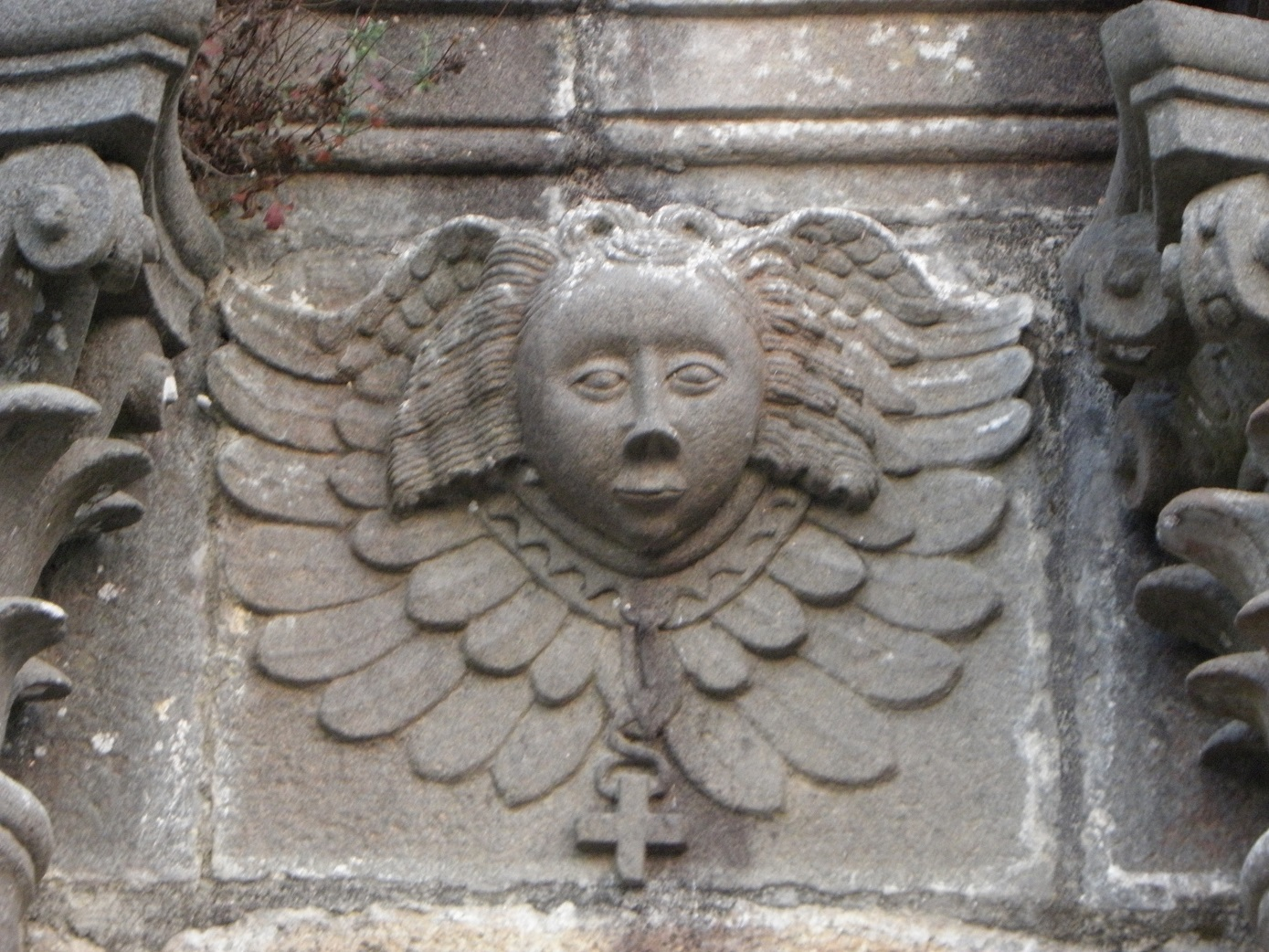

- La chapelle Saint-Roch, rebâtie en 1774, remplace une chapelle préexistante. (Saint Roch était considéré comme le saint protecteur contre la peste). La cloche de la chapelle fut fondue en 1732, par Jean-Baptiste Le Beurrier de La Rivière, fondeur du roi à Brest[103]. Une croix en granite se trouve à proximité ; elle date du Moyen Âge.
- La rue de l'Église est bordée de maisons anciennes.
- Le manoir de Kérizit appartint entre 1426 et 1698 à la famille de Kérizit, puis fut acheté par Jean-François Le Forestier de Quillien (1680-1750), mousquetaire de la Garde du Roi. Son fils, Mathurin Le Forestier de Quillien (1722-1805), fut bailli de la châtellenie de Daoulas. Le manoir de Kerizit est passé dans la famille Danguy des Déserts par le mariage en 1869 de Valentine Le Forestier de Quillien, fille de Joseph Le Forestier de Quillien (1809-1883) et d'Éléonore de Quelen (1814-1885) avec Charles Danguy des Dézerts (1838-1911), maire de Daoulas de 1896 à 1911( Le manoir conserve des éléments du XVe siècle, même s'il a été fortement remanié depuis[104].
- Moulin
- Le château de Daoulas a totalement disparu, ainsi que la chapelle Saint-Nicolas qui s'y trouvait, mais un tableau provenant de cette chapelle (Saint Nicolas et les trois petits enfants ressuscités) se trouve dans l'oratoire Notre-Dame-des-Fontaines. Il était, croit-on, situé entre l'ancienne RN 165 (l'axe routier principal actuel du bourg de Daoulas) et le moulin du Pont.
- Le moulin du Pont existe depuis au moins 1272. L' étage supérieur actuel a été rajouté au XXe siècle lors de sa transformation en minoterie. Il appartient désormais à la commune de Daoulas.

## Légendes
- La légende des Sept-Saints : Une femme très pieuse d'un village de Landévennec, qui assistait tous les jours à la messe à l'abbaye, ce que lui reprochait son mari forgeron, aurait mis au monde sept garçons à la fois. Le mari les aurait enlevés et mis dans une maie à pâte ou pétrin qu'il mit à l'eau dans l'anse de Penforn. La maie aurait dérivé d'abord vers Le Faou où les habitants voulurent recueillir les enfants, mais ceux-ci refusèrent (en reconnaissance, les enfants prédirent que « dans la forêt du Cranou jamais bois d'œuvre ne manquera » ; puis la maie dériva vers Daoulas, mais les habitants refusèrent de recevoir les enfants (en représailles, les enfants prédirent que le bois du Garz ne serait plus qu'un mauvais taillis ; après avoir été ballotés par les vagues, les sept enfants abordèrent enfin près du château de Brest où des habitants les accueillirent dans une maison, mais ils moururent tous peu de temps après et leurs corps furent enlevés par des anges. L'église des Sept-Saints à Brest fut construite à l'emplacement de leur maison. Le village de Landévennec dont les enfants étaient originaires prit le nom de Seiz Kroas (sept croix)[105].

Cette légende a de nombreuses variantes. Dans l'une d'elles, c'est la mère, très pauvre, et déjà pourvue de nombreux enfants, qui aurait chassé ses septuplés, effrayée par les sept bouches supplémentaires à nourrir. Les habitants de Daoulas auraient chassé les enfants et leur mère aurait dû se réfugier à Brest. Le résultat de sa malédiction aurait condamné Daoulas : « Brest croîtra, Daoulas décherra ; quand vous construirez une maison il en tombera trois ».
- Le cheval du diable (histoire qui se passe dans les environs de Daoulas ou de Saint-Urbain) : Trois jeunes gens qui ont l'habitude de rester jouer aux cartes dans une auberge près du lieu-dit La Croix-Rouge rencontrent un cavalier aux pieds fourchus qui tente de les corrompre pour les entraîner vers l'enfer[108].

## Croyances traditionnelles
- Les statues de Daoulas : Dans le parc de l'abbaye de Daoulas sont disséminées des statues de saints. Si l'on veut savoir quelle sera pour soi la vie future, il faut fabriquer une croix de bois et la lancer sur un des saints placé dans le fond du parc. Si la croix reste au-dessus de la statue, on ira au ciel[109].
- Selon une autre croyance, à Notre-Dame-des-Fontaines, on découvre l'état de son âme, en jetant une brindille, détachée d'un chêne voisin en visant une niche : l'âme est en état de grâce si la brindille atteint la niche, en état de péché sinon[110].

## Littérature
Daoulas a obtenu en 2012 le label Village en poésie décerné par Le Printemps des Poètes.
- La Maison rouge par Émile Souvestre (l'action se passe dans un manoir de Daoulas dénommé La Maison rouge)[111].
- Conte de Bretagne. Le Pilote par Jean Dieulefit, 1894, réédition La Découvrance, 2006 (Une nuit froide d'hiver, la tempête se déchaîne, une famille pleure son fils marin disparu. Un vieillard bien bâti, accompagné d'une jeune femme, mais bien mal en point, frappe à la porte. Une succession d'évènements malheureux et bienheureux se déroulent dans la région de Daoulas durant la période trouble de la Terreur.)

## Peinture
- Au salon de 1863, Camille Bernier présente une toile intitulée Un bord de la rivière à Daoulas[112].
- Jean-Julien Lemordant : Croquis d'un groupe de jeunes danseurs de Daoulas[113].

## Personnalités liées à la commune
- Hippolyte-René-Julien-Palasne de Champeaux, né à Daoulas en 1817, sorti de Saint-Cyr en 1836, fit partie à partir de 1852 du 2e régiment de zouaves et combattit en Kabylie (« Nul ne sut mieux animer les soldats à affronter les balles des Arabes » est-il écrit dans sa notice nécrologique), puis en Crimée, recevant la Légion d'honneur après la bataille d'Inkerman. Tué le 23 mars 1855 lors du siège de Sébastopol, il avait alors le grade de capitaine[114].
- Henri Marchais, né à Daoulas le 6 novembre 1865, docteur en médecine (sa thèse était Contribution à l'étude clinique de la rage humaine), fut d'abord médecin au Faou en 1891-1892 avant de s'installer à Carhaix où il fut médecin-chef de l'hospice local. Il fut conseiller municipal puis adjoint au maire de Carhaix, se préoccupant principalement d'hygiène, d'adduction d'eau et de l'électrification. Il joua un rôle important au sein d'un syndicat professionnel, l'Union des Syndicats des médecins de France. Il est décédé en 1932.

- Famille Danguy des Déserts :

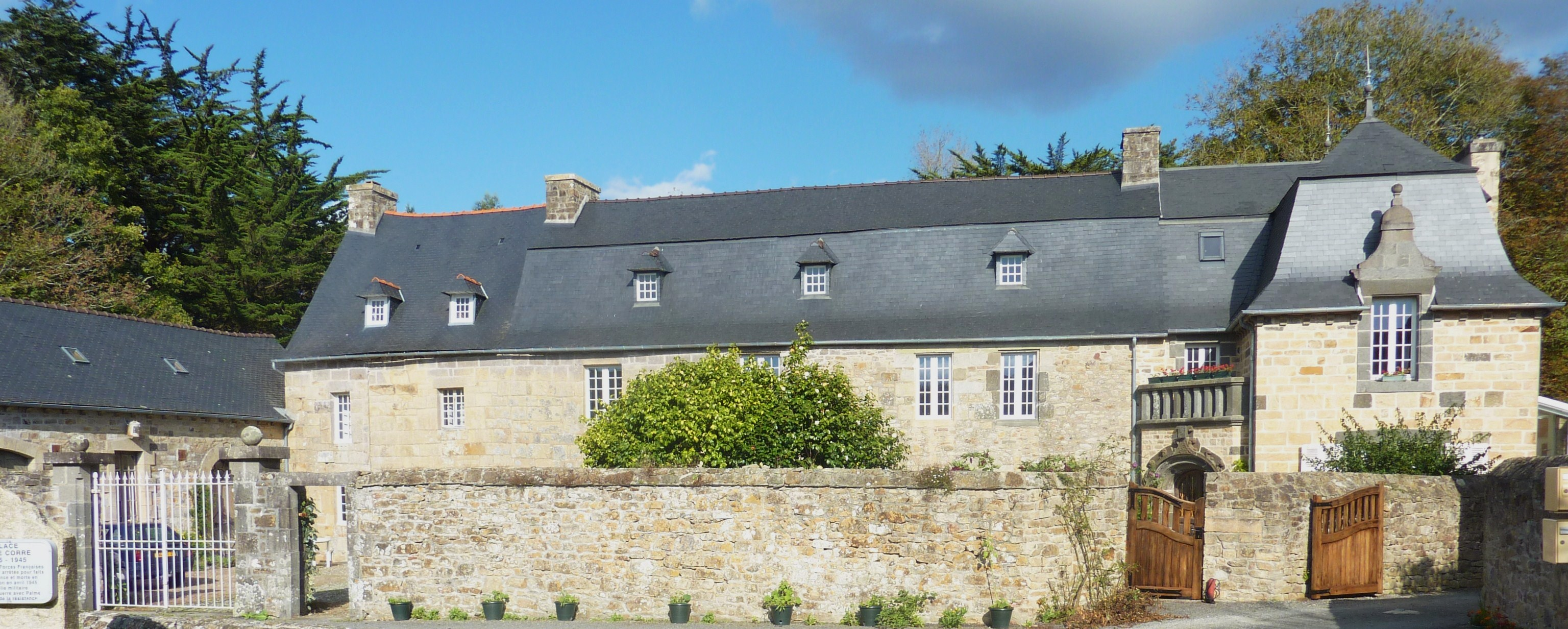
Le manoir de Kérizit (famille Danguy des Déserts).

  - Sébastien Danguy des Déserts (né vers 1630, décédé en 1690), avocat à la Cour de Quimper.
  - Charles Joseph Danguy des Déserts (né le 13 décembre 1676 à Quimper, décédé le 21 juin 1744), procureur fiscal de Loc-Maria, conseiller du roi. Marié avec Jeanne Étiennette Tanguy.
  - Pierre Danguy des Déserts (décédé le 26 mars 1802 à Quimper), procureur au présidial de Quimper, maire de Quimper de 1777 à 1779, député aux États généraux. Marié avec Barbe Charpentier de Kerlau.
  - Pierre Danguy des Déserts (né à Quimper le 20 mars 1769, décédé le 4 mars 1831 à Châteaulin), avocat, procureur au tribunal de Châteaulin (1805-1830). Marié avec Olive Le Guillou de Kerincuff.
  - Joseph Danguy des Déserts (né à Quimper en 1805, décédé le 7 décembre 1869), chirurgien de marine, puis médecin à Landerneau, participe à La Revue Bretonne (sous le pseudonyme de Lennoc'h) aux côtés d'Émile Bourgeois et d'Émile Souvestre.
  - Charles Pierre Marie Danguy des Déserts (né le 23 avril 1808 à Quimper, décédé le 8 août 1879 à Daoulas), notaire, maire de Daoulas entre 1833 et 1870. Marié avec Émilie Savina.
  - Charles Danguy des Déserts (né le 3 février 1838 à Daoulas, décédé le 29 juin 1911 à Daoulas), notaire, maire de Daoulas de 1870 à 1911, conseiller général du Finistère de 1896 à 1911. Marié avec Valentine Le Forestier de Quillien.
  - Auguste-Pascal-Marie Danguy des Déserts (né le 16 février 1841 à Daoulas), médecin-chef de la marine en 1895.
  - Charles Émile Joseph Marie Danguy des Déserts (né le 29 octobre 1871 à Daoulas, décédé le 30 octobre 1947), notaire au manoir de Kérizit en Daoulas, maire de Daoulas entre 1911 et 1947, conseiller général du Finistère.
  - Édouard Pierre Marie Charles Louis Danguy des Déserts, né le 14 août 1900 à Daoulas, décédé le 17 janvier 1988 à Landerneau (Finistère), capitaine de vaisseau, maire de Daoulas de 1965 à 1969.